# Brennerbahn
| Ein Eurocity bei Matrei am Brenner. |                                                                                              |                                                                     |                                                                     |
| |                                                                                              |                                                                     |                                                                     |
| Streckennummer (ÖBB): | 302 02                                                                                       |                                                                     |                                                                     |
| Streckennummer (RFI): | 42 (Brenner – Bozen) 43 (Bozen – Verona)                                                     |                                                                     |                                                                     |
| Kursbuchstrecke (ÖBB): | 300 (Salzburg Hbf – Brennero/Brenner) 301 (Jenbach – Telfs-Pfaffenhofen / Steinach in Tirol) |                                                                     |                                                                     |
| Kursbuchstrecke (IT): | 50                                                                                           |                                                                     |                                                                     |
| Streckenlänge: | 275,4 km                                                                                     |                                                                     |                                                                     |
| Spurweite: | 1435 mm (Normalspur)                                                                         |                                                                     |                                                                     |
| Stromsystem: | 3 kV (Brenner–Verona) =                                                                      |                                                                     |                                                                     |
| Stromsystem: | 15 kV, 16,7 Hz (Innsbruck–Brenner) ~                                                         |                                                                     |                                                                     |
| Maximale Neigung: | Nordrampe: 25 ‰ Südrampe: 22,5 ‰                                                             |                                                                     |                                                                     |
| Minimaler Radius: | 264 m                                                                                        |                                                                     |                                                                     |
| Streckengeschwindigkeit: | 180 km/h                                                                                     |                                                                     |                                                                     |
| |                                                                                              |                                                                     |                                                                     |
| \| \| \| Unterinntalbahn von Kufstein \| \| \| \| 75,130 \| Innsbruck Hbf \| 582 m ü. A. \| \| \| \| Arlbergbahn nach Bludenz \| \| \| \| \| Mittelgebirgsbahn \| \| \| \| \| \| \| \| \| \| Beginn Zufahrt Brennerbasistunnel \| \| \| \| 76,725 \| Nordportal Bergiseltunnel (662 m) \| Nordportal Bergiseltunnel (662 m) \| \| \| \| Silltal-Tunnel (ca. 130 m) \| \| \| \| \| Sill-Brücke (ca. 50 m) \| \| \| \| \| Nordportal Brennerbasistunnel (im Bau, ca. 55 km) \| 603 m ü. A. \| \| \| \| Südportal Bergiseltunnel (662 m) \| \| \| \| 78,198 \| Sonnenburgertunnel (250 m) \| Sonnenburgertunnel (250 m) \| \| \| \| Sill-Brücke \| \| \| \| \| Umfahrung Innsbruck \| \| \| \| \| Umfahrung Innsbruck \| \| \| \| 80,291 \| Ahrenwaldtunnel (165 m) \| Ahrenwaldtunnel (165 m) \| \| \| 80,809 \| Schupfentunnel (35 m) \| Schupfentunnel (35 m) \| \| \| 81,295 \| Unterberg-Stefansbrücke (15. Dezember 2024 aufgelassen) \| 716 m ü. A. \| \| \| 81,648 \| Unterbergtunnel (48 m) \| Unterbergtunnel (48 m) \| \| \| \| Nothaltestelle Innsbruck \| \| \| \| 82,662 \| Patschertunnel (175 m) \| Patschertunnel (175 m) \| \| \| 83,581 \| Schürfestunnel (118 m) \| Schürfestunnel (118 m) \| \| \| 84,718 \| Patsch (15. Dezember 2024 aufgelassen) \| 784 m ü. A. \| \| \| 85,403 \| Schönbergtunnel (89 m) \| Schönbergtunnel (89 m) \| \| \| 85,726 \| Mühltaltunnel (872 m) \| Mühltaltunnel (872 m) \| \| \| 86,936 \| Moserwiesetunnel (74 m) \| Moserwiesetunnel (74 m) \| \| \| 91,847 \| Matreitunnel (125 m) \| Matreitunnel (125 m) \| \| \| 93,281 \| Matrei \| 995 m ü. A. \| \| \| 97,884 \| Steinach in Tirol \| 1048 m ü. A. \| \| \| 101,918 \| St. Jodok \| 1141 m ü. A. \| \| \| 102,427 \| Jodoktunnel (481 m) \| Jodoktunnel (481 m) \| \| \| \| Nothaltestelle St. Jodok \| \| \| \| 104,323 \| Stafflachtunnel (283 m) \| Stafflachtunnel (283 m) \| \| \| \| Überleitstelle St. Jodok \| \| \| \| 106,189 \| Griestunnel (173 m) \| Griestunnel (173 m) \| \| \| 106,651 \| Gries \| 1255 m ü. A. \| \| \| 110,900 \| Brennersee (9. Dezember 2007 aufgelassen) \| 1351 m ü. A. \| \| \| \| \| \| \| \| 111,425 \| Terminal Brennersee \| Terminal Brennersee \| \| \| 111,561 \| Erhaltungsgrenze ÖBB / RFI \| Erhaltungsgrenze ÖBB / RFI \| \| \| 111,663239,232 \| Staatsgrenze Österreich/Italien \| 1369 m ü. A. \| \| \| 238,711 \| Brenner/Brennero \| 1371 m s.l.m. \| \| \| \| Staatsgrenze Österreich/Italien \| 794 m ü. A. \| \| \| 235,804 \| Brennerbad/Terme di Brennero \| 1310 m s.l.m. \| \| \| \| Beginn Neubaustrecke (seit 1999) \| \| \| \| 234,714 \| Nordportal Pflerschtunnel/Galleria Fleres (7349 m) \| 1308 m s.l.m. \| \| \| \| Tunnel bei Pontigl (130 m) \| \| \| \| 232,784 \| Giggelbergtunnel/Galleria Moncucco (91 m) \| Giggelbergtunnel/Galleria Moncucco (91 m) \| \| \| 231,667 \| Schelleberg/Moncucco \| 1242 m s.l.m. \| \| \| 228,145 \| Aster Tunnel/Galleria Ast (761 m) \| 1168 m s.l.m. \| \| \| 227,311 \| Südportal Pflerschtunnel/Galleria Fleres \| 1153 m s.l.m. \| \| \| \| Ende Neubaustrecke (seit 1999) \| \| \| \| 227,025 \| Pflersch/Fleres \| 1150 m s.l.m. \| \| \| 223,157 \| Gossensaß/Colle Isarco \| 1100 m s.l.m. \| \| \| \| Eisack-Brücke \| \| \| \| 217,358 \| Sterzing-Pfitsch/Vipiteno-Val di Vizze \| 947 m s.l.m. \| \| \| 215,378 \| Militärbf. Freienfeld/Campo di Trens bis 1944 \| 937 m s.l.m. \| \| \| 212,436 \| Freienfeld/Campo di Trens bis 2005 Bahnhof[1] \| 934 m s.l.m. \| \| \| \| Nothaltestelle Trens \| \| \| \| \| Eisack-Brücke \| \| \| \| 209,614 \| Mauls/Mules \| 898 m s.l.m. \| \| \| 206,631 \| Tunnel vor Grasstein (153 m) \| Tunnel vor Grasstein (153 m) \| \| \| 205,662 \| Grasstein/Le Cave \| 843 m s.l.m. \| \| \| 202,907 \| Tunnel vor Mittewald (91 m) \| Tunnel vor Mittewald (91 m) \| \| \| 202,121 \| Mittewald/Mezzaselva \| 805 m s.l.m. \| \| \| \| Eisack-Unterquerung \| \| \| \| \| \| \| \| \| \| Verbindung Stammstrecke-Brennerbasistunnel \| \| \| \| \| \| \| \| \| \| Südportal Brennerbasistunnel (im Bau, ca. 55 km) \| 749 m s.l.m. \| \| \| 198,540 \| Franzensfeste/Fortezza \| 747 m s.l.m. \| \| \| \| Nordportal Schalderer Tunnel (im Bau, ca. 15,4 km) \| 748 m s.l.m. \| \| \| 196,721 \| Unterau/Pradisotto (Militärhaltestelle Franzensfeste) \| 743 m s.l.m. \| \| \| \| Pustertalbahn nach Innichen \| \| \| \| \| Riggertalschleife zur Pustertalbahn (im Bau) \| \| \| \| 192,197 \| Vahrn/Varna \| 650 m s.l.m. \| \| \| 191,770 \| Vahrn/Varna (in Planung) \| Vahrn/Varna (in Planung) \| \| \| 188,363 \| Brixen/Bressanone \| 577 m s.l.m. \| \| \| 185,024 \| Eisack-Brücke (81 m) \| Eisack-Brücke (81 m) \| \| \| 184,712 \| Albeins/Albès \| 548 m s.l.m. \| \| \| \| Südportal Schalderer Tunnel (im Bau, ca. 15,4 km) \| 569 m s.l.m. \| \| \| \| Eisack-Brücke (im Bau, ca. 250 m) \| \| \| \| \| \| \| \| \| \| Nordportal Grödner Tunnel (im Bau, ca. 6,3 km) \| 566 m s.l.m. \| \| \| 180,608 \| Villnöß/Funes \| 537 m s.l.m. \| \| \| 178,240 \| Klausen/Chiusa bis 2006 Bahnhof[2] \| 523 m s.l.m. \| \| \| \| ehem. Grödner Bahn nach Plan (bis 1960) \| \| \| \| 177,572 \| Tunnel nach Klausen (515 m) \| Tunnel nach Klausen (515 m) \| \| \| \| Südportal Grödner Tunnel (im Bau, ca. 6,3 km) \| 472 m s.l.m. \| \| \| 172,432 \| Waidbruck-Lajen/Ponte Gardena-Laion \| 471 m s.l.m. \| \| \| \| \| \| \| \| 172,126 \| Tunnel nach Waidbruck (396 m) \| Tunnel nach Waidbruck (396 m) \| \| \| \| Beginn Neubaustrecke (seit 1994) \| \| \| \| 171,474 \| Nordportal Schlerntunnel/Galleria Sciliar (13 316 m) \| 463 m s.l.m. \| \| \| 170,019 \| Eisack-Brücke (59 m) \| Eisack-Brücke (59 m) \| \| \| 168,034 \| Kastelruth/Castelrotto \| 427 m s.l.m. \| \| \| 164,714 \| Überleitstelle St. Konstantin/San Costantino \| Überleitstelle St. Konstantin/San Costantino \| \| \| 164,224 \| Atzwang/Campodazzo \| 373 m s.l.m. \| \| \| 163,598 \| Tunnel/Galleria VIII (55 m) \| Tunnel/Galleria VIII (55 m) \| \| \| 163,245 \| Tunnel/Galleria VII (172 m) \| Tunnel/Galleria VII (172 m) \| \| \| 163,001 \| Tunnel/Galleria VI (72 m) \| Tunnel/Galleria VI (72 m) \| \| \| 162,809 \| Tunnel/Galleria V (60 m) \| 356 m s.l.m. \| \| \| 162,369 \| Tunnel/Galleria IV (239 m) \| Tunnel/Galleria IV (239 m) \| \| \| 161,929 \| Tunnel/Galleria III (57 m) \| Tunnel/Galleria III (57 m) \| \| \| 161,779 \| Tunnel/Galleria II (40 m) \| Tunnel/Galleria II (40 m) \| \| \| 161,116 \| Völsersteg/Fié \| 340 m s.l.m. \| \| \| 159,654 \| Tunnel/Galleria I (116 m) \| 325 m s.l.m. \| \| \| 158,173 \| Südportal Schlerntunnel/Galleria Sciliar \| 315 m s.l.m. \| \| \| \| Ende Neubaustrecke (seit 1994) \| \| \| \| 157,997 \| Blumau/Prato Tires \| 315 m s.l.m. \| \| \| \| Beginn Neubaustrecke (seit 1998) \| \| \| \| 157,196 \| Ostportal Kardauntunnel/Galleria Cardano (3939 m) \| 308 m s.l.m. \| \| \| 156,813 \| Tunnel bei Blumau (430 m) \| Tunnel bei Blumau (430 m) \| \| \| 153,257 \| Westportal Kardauntunnel/Galleria Cardano \| 285 m s.l.m. \| \| \| \| Ende Neubaustrecke (seit 1998) \| \| \| \| 152,758 \| Kardaun/Cardano \| 283 m s.l.m. \| \| \| 152,902 \| Eisack-Brücke (35 m) \| Eisack-Brücke (35 m) \| \| \| 150,231 \| Bozen/Bolzano \| 266 m s.l.m. \| \| \| 150,000 \| nach Meran/Merano (1980 aufgegeben) \| nach Meran/Merano (1980 aufgegeben) \| \| \| \| \| \| \| \| 149,807 \| Eisack-Brücke (54 m) \| Eisack-Brücke (54 m) \| \| \| \| \| \| \| \| 149,210 \| Virgltunnel (im Bau, 533 m) \| Virgltunnel (im Bau, 533 m) \| \| \| \| \| \| \| \| 148,603 \| nach Meran/Merano (seit 1980) \| nach Meran/Merano (seit 1980) \| \| \| \| St. Jakob-Flughafen Bozen/San Giacomo-Aeroporto di Bolzano (im Bau) \| \| \| \| 142,565 \| Leifers/Laives \| 230 m s.l.m. \| \| \| 139,294 \| Branzoll/Bronzolo \| 227 m s.l.m. \| \| \| 134,176 \| Auer/Ora bis 2004 Bahnhof[3] \| 223 m s.l.m. \| \| \| \| ehem. Fleimstalbahn nach Predazzo, 1963 eingestellt \| \| \| \| 133,087 \| Etsch-Brücke (100 m) \| 226 m s.l.m. \| \| \| 128,399 \| Neumarkt-Tramin/Egna-Termeno \| 217 m s.l.m. \| \| \| 124,426 \| Margreid Kurtatsch/Magré-Cortaccia \| 216 m s.l.m. \| \| \| 118,994 \| Salurn/Salorno min. bis 1994 Bahnhof[4] \| 211 m s.l.m. \| \| \| 116,300 \| Provinzgrenze Südtirol – Trentino \| Provinzgrenze Südtirol – Trentino \| \| \| 111,624 \| Mezzocorona \| 210 m s.l.m. \| \| \| 110,505 \| Nonstalbahn nach Mezzana \| Nonstalbahn nach Mezzana \| \| \| 109,652 \| Etsch-Brücke (87 m) \| 209 m s.l.m. \| \| \| 104,322 \| Lavis bis 2003 Bahnhof[5] \| 206 m s.l.m. \| \| \| 101,979 \| Avisio-Viadukt (900 m) \| 206 m s.l.m. \| \| \| 99,671 \| Trento Roncafort Güterbahnhof \| Trento Roncafort Güterbahnhof \| \| \| \| Abzweigung Umfahrung Trient (im Bau, ca. 13 km) \| \| \| \| \| \| \| \| \| \| Nordportal Trienttunnel (im Bau, ca. 11 km) \| \| \| \| 94,796 \| Trento \| 193 m s.l.m. \| \| \| \| Valsugana-Bahn nach Venedig \| \| \| \| 87,222 \| Mattarello \| 186 m s.l.m. \| \| \| \| Südportal Trienttunnel (im Bau, ca. 11 km) \| \| \| \| \| Abzweigung Umfahrung Trient (im Bau, ca. 13 km) \| \| \| \| 78,915 \| Calliano \| 183 m s.l.m. \| \| \| 75,589 \| Volano \| 175 m s.l.m. \| \| \| \| Villa Lagarina \| 177 m s.l.m. \| \| \| 71,219 \| Rovereto \| 189 m s.l.m. \| \| \| \| ehem. Lokalbahn nach Riva, 1936 eingestellt \| \| \| \| 70,361 \| Leno (41 m) \| 186 m s.l.m. \| \| \| \| ehem. Lokalbahn nach Riva, 1936 eingestellt \| \| \| \| 66,914 \| Mori \| 174 m s.l.m. \| \| \| 60,863 \| Serravalle all’Adige \| 154 m s.l.m. \| \| \| 54,684 \| Ala \| 148 m s.l.m. \| \| \| 50,359 \| Avio \| 137 m s.l.m. \| \| \| 45,485 \| Borghetto sull’Adige \| 127 m s.l.m. \| \| \| 43,938 \| Regionsgrenze Trentino-Südtirol – Venetien \| Regionsgrenze Trentino-Südtirol – Venetien \| \| \| 40,361 \| Peri \| 126 m s.l.m. \| \| \| 32,775 \| Dolcè \| 113 m s.l.m. \| \| \| \| Beginn Neubaustrecke (seit 1998) \| \| \| \| 31.029 \| Nordportal (neuer) Cerainotunnel/(nuova) Galleria Ceraino (4314 m) \| Nordportal (neuer) Cerainotunnel/(nuova) Galleria Ceraino (4314 m) \| \| \| 29,551 \| Ceraino \| 108 m s.l.m. \| \| \| 28,158 \| (alter) Cerainotunnel/(vecchia) Galleria Ceraino (694 m) \| 108 m s.l.m. \| \| \| 26,715 \| Südportal (neuer) Cerainotunnel/(nuova) Galleria Ceraino \| Südportal (neuer) Cerainotunnel/(nuova) Galleria Ceraino \| \| \| \| Ende Neubaustrecke (seit 1998) \| \| \| \| \| ehem. Strecke Garda/Caprino–Verona Porta San Giorgio \| \| \| \| 23,56122,830 \| Domegliara-Sant’Ambrogio \| 118 m s.l.m. \| \| \| 16,985 \| Pescantina bis 2004[6] \| 107 m s.l.m. \| \| \| 11,650 \| Verona Parona \| 80 m s.l.m. \| \| \| \| Etsch-Brücke \| \| \| \| 6,397 \| Bivio/P.C. S. Massimo (nach Mailand) \| Bivio/P.C. S. Massimo (nach Mailand) \| \| \| \| nach Mantua und Modena \| \| \| \| \| nach Bologna \| \| \| \| 3,378 \| Verona Porta Nuova \| 65 m s.l.m. \| \| \| \| Etsch-Brücke \| \| \| \| 0,000 \| Verona Porta Vescovo \| 59 m s.l.m. \| \| \| \| nach Venedig \| \| |                                                                                              |                                                                     |                                                                     |
| Strecke |                                                                                              | Unterinntalbahn von Kufstein                                        | Unterinntalbahn von Kufstein                                        |
| | 75,130                                                                                       | Innsbruck Hbf                                                       | 582 m ü. A.                                                         |
| Strecke nach rechts · Strecke |                                                                                              | Arlbergbahn nach Bludenz                                            | Arlbergbahn nach Bludenz                                            |
| Kreuzung mit U-Bahn geradeaus oben |                                                                                              | Mittelgebirgsbahn                                                   | Mittelgebirgsbahn                                                   |
| |                                                                                              |                                                                     |                                                                     |
| |                                                                                              | Beginn Zufahrt Brennerbasistunnel                                   |                                                                     |
| Tunnelanfang · Strecke (außer Betrieb) | 76,725                                                                                       | Nordportal Bergiseltunnel (662 m)                                   | Nordportal Bergiseltunnel (662 m)                                   |
| Strecke · Tunnel (Strecke außer Betrieb) |                                                                                              | Silltal-Tunnel (ca. 130 m)                                          | Silltal-Tunnel (ca. 130 m)                                          |
| Strecke · Brücke über Wasserlauf (Strecke außer Betrieb) |                                                                                              | Sill-Brücke (ca. 50 m)                                              | Sill-Brücke (ca. 50 m)                                              |
| Strecke · Tunnelanfang (Strecke außer Betrieb) |                                                                                              | Nordportal Brennerbasistunnel (im Bau, ca. 55 km)                   | 603 m ü. A.                                                         |
| Tunnelende |                                                                                              | Südportal Bergiseltunnel (662 m)                                    | Südportal Bergiseltunnel (662 m)                                    |
| Tunnel · Strecke | 78,198                                                                                       | Sonnenburgertunnel (250 m)                                          | Sonnenburgertunnel (250 m)                                          |
| Brücke über Wasserlauf · Strecke (außer Betrieb) (im Tunnel) |                                                                                              | Sill-Brücke                                                         | Sill-Brücke                                                         |
| Abzweig geradeaus und von links · Strecke Tunnelanfang und quer · Kreuzung mit Tunnelstrecke |                                                                                              | Umfahrung Innsbruck                                                 | Umfahrung Innsbruck                                                 |
| Strecke · Abzweig geradeaus und von links (Strecke außer Betrieb) (im Tunnel) |                                                                                              | Umfahrung Innsbruck                                                 | Umfahrung Innsbruck                                                 |
| Tunnel · Strecke (außer Betrieb) (im Tunnel) | 80,291                                                                                       | Ahrenwaldtunnel (165 m)                                             | Ahrenwaldtunnel (165 m)                                             |
| Tunnel · Strecke (außer Betrieb) (im Tunnel) | 80,809                                                                                       | Schupfentunnel (35 m)                                               | Schupfentunnel (35 m)                                               |
| ehemaliger Haltepunkt / Haltestelle · Strecke (außer Betrieb) (im Tunnel) | 81,295                                                                                       | Unterberg-Stefansbrücke (15. Dezember 2024 aufgelassen)             | 716 m ü. A.                                                         |
| Tunnel · Strecke (außer Betrieb) (im Tunnel) | 81,648                                                                                       | Unterbergtunnel (48 m)                                              | Unterbergtunnel (48 m)                                              |
| Strecke · Blockstelle (Strecke außer Betrieb) (im Tunnel) |                                                                                              | Nothaltestelle Innsbruck                                            | Nothaltestelle Innsbruck                                            |
| Tunnel · Strecke (außer Betrieb) (im Tunnel) | 82,662                                                                                       | Patschertunnel (175 m)                                              | Patschertunnel (175 m)                                              |
| Tunnel · Strecke (außer Betrieb) (im Tunnel) | 83,581                                                                                       | Schürfestunnel (118 m)                                              | Schürfestunnel (118 m)                                              |
| ehemaliger Haltepunkt / Haltestelle · Strecke (außer Betrieb) (im Tunnel) | 84,718                                                                                       | Patsch (15. Dezember 2024 aufgelassen)                              | 784 m ü. A.                                                         |
| Tunnel · Strecke (außer Betrieb) (im Tunnel) | 85,403                                                                                       | Schönbergtunnel (89 m)                                              | Schönbergtunnel (89 m)                                              |
| Tunnel · Strecke (außer Betrieb) (im Tunnel) | 85,726                                                                                       | Mühltaltunnel (872 m)                                               | Mühltaltunnel (872 m)                                               |
| Tunnel · Strecke (außer Betrieb) (im Tunnel) | 86,936                                                                                       | Moserwiesetunnel (74 m)                                             | Moserwiesetunnel (74 m)                                             |
| Tunnel · Strecke (außer Betrieb) (im Tunnel) | 91,847                                                                                       | Matreitunnel (125 m)                                                | Matreitunnel (125 m)                                                |
| Bahnhof · Strecke (außer Betrieb) (im Tunnel) | 93,281                                                                                       | Matrei                                                              | 995 m ü. A.                                                         |
| Bahnhof · Strecke (außer Betrieb) (im Tunnel) | 97,884                                                                                       | Steinach in Tirol                                                   | 1048 m ü. A.                                                        |
| Haltepunkt / Haltestelle · Strecke (außer Betrieb) (im Tunnel) | 101,918                                                                                      | St. Jodok                                                           | 1141 m ü. A.                                                        |
| Tunnel · Strecke (außer Betrieb) (im Tunnel) | 102,427                                                                                      | Jodoktunnel (481 m)                                                 | Jodoktunnel (481 m)                                                 |
| Strecke · Blockstelle (Strecke außer Betrieb) (im Tunnel) |                                                                                              | Nothaltestelle St. Jodok                                            | Nothaltestelle St. Jodok                                            |
| Tunnel · Strecke (außer Betrieb) (im Tunnel) | 104,323                                                                                      | Stafflachtunnel (283 m)                                             | Stafflachtunnel (283 m)                                             |
| Strecke · Überleitstelle / Spurwechsel (Strecke außer Betrieb) (im Tunnel) |                                                                                              | Überleitstelle St. Jodok                                            | Überleitstelle St. Jodok                                            |
| Tunnel · Strecke (außer Betrieb) (im Tunnel) | 106,189                                                                                      | Griestunnel (173 m)                                                 | Griestunnel (173 m)                                                 |
| Haltepunkt / Haltestelle · Strecke (außer Betrieb) (im Tunnel) | 106,651                                                                                      | Gries                                                               | 1255 m ü. A.                                                        |
| ehemaliger Haltepunkt / Haltestelle · Strecke (außer Betrieb) (im Tunnel) | 110,900                                                                                      | Brennersee (9. Dezember 2007 aufgelassen)                           | 1351 m ü. A.                                                        |
| Strecke (außer Betrieb) (im Tunnel) |                                                                                              |                                                                     |                                                                     |
| Betriebs-/Güterbahnhof Streckenende · Strecke · Strecke (außer Betrieb) (im Tunnel) | 111,425                                                                                      | Terminal Brennersee                                                 | Terminal Brennersee                                                 |
| Grenze · Strecke (außer Betrieb) (im Tunnel) | 111,561                                                                                      | Erhaltungsgrenze ÖBB / RFI                                          | Erhaltungsgrenze ÖBB / RFI                                          |
| Grenze · Strecke (außer Betrieb) (im Tunnel) | 111,663239,232                                                                               | Staatsgrenze Österreich/Italien                                     | 1369 m ü. A.                                                        |
| Strecke (außer Betrieb) (im Tunnel) | 238,711                                                                                      | Brenner/Brennero                                                    | 1371 m s.l.m.                                                       |
| Strecke · Grenze (Strecke außer Betrieb) (im Tunnel) |                                                                                              | Staatsgrenze Österreich/Italien                                     | 794 m ü. A.                                                         |
| ehemaliger Haltepunkt / Haltestelle · Strecke (außer Betrieb) (im Tunnel) | 235,804                                                                                      | Brennerbad/Terme di Brennero                                        | 1310 m s.l.m.                                                       |
| Strecke (außer Betrieb) (im Tunnel) |                                                                                              | Beginn Neubaustrecke (seit 1999)                                    | Beginn Neubaustrecke (seit 1999)                                    |
| Tunnelanfang · Strecke · Strecke (außer Betrieb) (im Tunnel) | 234,714                                                                                      | Nordportal Pflerschtunnel/Galleria Fleres (7349 m)                  | 1308 m s.l.m.                                                       |
| Strecke · Tunnel · Strecke (außer Betrieb) (im Tunnel) |                                                                                              | Tunnel bei Pontigl (130 m)                                          | Tunnel bei Pontigl (130 m)                                          |
| Strecke · Tunnel · Strecke (außer Betrieb) (im Tunnel) | 232,784                                                                                      | Giggelbergtunnel/Galleria Moncucco (91 m)                           | Giggelbergtunnel/Galleria Moncucco (91 m)                           |
| Strecke · Bahnhof · Strecke (außer Betrieb) (im Tunnel) | 231,667                                                                                      | Schelleberg/Moncucco                                                | 1242 m s.l.m.                                                       |
| Strecke · Tunnel · Strecke (außer Betrieb) (im Tunnel) | 228,145                                                                                      | Aster Tunnel/Galleria Ast (761 m)                                   | 1168 m s.l.m.                                                       |
| Tunnelende · Strecke · Strecke (außer Betrieb) (im Tunnel) | 227,311                                                                                      | Südportal Pflerschtunnel/Galleria Fleres                            | 1153 m s.l.m.                                                       |
| Strecke (außer Betrieb) (im Tunnel) |                                                                                              | Ende Neubaustrecke (seit 1999)                                      | Ende Neubaustrecke (seit 1999)                                      |
| ehemaliger Haltepunkt / Haltestelle · Strecke (außer Betrieb) (im Tunnel) | 227,025                                                                                      | Pflersch/Fleres                                                     | 1150 m s.l.m.                                                       |
| Bahnhof · Strecke (außer Betrieb) (im Tunnel) | 223,157                                                                                      | Gossensaß/Colle Isarco                                              | 1100 m s.l.m.                                                       |
| Brücke über Wasserlauf · Strecke (außer Betrieb) (im Tunnel) |                                                                                              | Eisack-Brücke                                                       | Eisack-Brücke                                                       |
| Bahnhof · Strecke (außer Betrieb) (im Tunnel) | 217,358                                                                                      | Sterzing-Pfitsch/Vipiteno-Val di Vizze                              | 947 m s.l.m.                                                        |
| Dienststation / Betriebs- oder Güterbahnhof · Strecke (außer Betrieb) (im Tunnel) | 215,378                                                                                      | Militärbf. Freienfeld/Campo di Trens bis 1944                       | 937 m s.l.m.                                                        |
| Haltepunkt / Haltestelle · Strecke (außer Betrieb) (im Tunnel) | 212,436                                                                                      | Freienfeld/Campo di Trens bis 2005 Bahnhof                          | 934 m s.l.m.                                                        |
| Strecke · Blockstelle (Strecke außer Betrieb) (im Tunnel) |                                                                                              | Nothaltestelle Trens                                                | Nothaltestelle Trens                                                |
| Brücke über Wasserlauf · Strecke (außer Betrieb) (im Tunnel) |                                                                                              | Eisack-Brücke                                                       | Eisack-Brücke                                                       |
| ehemaliger Haltepunkt / Haltestelle · Strecke (außer Betrieb) (im Tunnel) | 209,614                                                                                      | Mauls/Mules                                                         | 898 m s.l.m.                                                        |
| Tunnel · Strecke (außer Betrieb) (im Tunnel) | 206,631                                                                                      | Tunnel vor Grasstein (153 m)                                        | Tunnel vor Grasstein (153 m)                                        |
| Dienststation / Betriebs- oder Güterbahnhof · Strecke (außer Betrieb) (im Tunnel) | 205,662                                                                                      | Grasstein/Le Cave                                                   | 843 m s.l.m.                                                        |
| Tunnel · Strecke (außer Betrieb) (im Tunnel) | 202,907                                                                                      | Tunnel vor Mittewald (91 m)                                         | Tunnel vor Mittewald (91 m)                                         |
| | 202,121                                                                                      | Mittewald/Mezzaselva                                                | 805 m s.l.m.                                                        |
| Strecke · Strecke unter Wasserlauf (Strecke außer Betrieb) (im Tunnel) |                                                                                              | Eisack-Unterquerung                                                 | Eisack-Unterquerung                                                 |
| Strecke |                                                                                              |                                                                     |                                                                     |
| Strecke · Strecke · Strecke |                                                                                              | Verbindung Stammstrecke-Brennerbasistunnel                          | Verbindung Stammstrecke-Brennerbasistunnel                          |
| Strecke nach links · Kreuzung · Abzweig geradeaus und von rechts |                                                                                              |                                                                     |                                                                     |
| Tunnelende · Strecke |                                                                                              | Südportal Brennerbasistunnel (im Bau, ca. 55 km)                    | 749 m s.l.m.                                                        |
| Blockstelle · Bahnhof · Kopfbahnhof Streckenanfang | 198,540                                                                                      | Franzensfeste/Fortezza                                              | 747 m s.l.m.                                                        |
| Tunnelanfang · Strecke |                                                                                              | Nordportal Schalderer Tunnel (im Bau, ca. 15,4 km)                  | 748 m s.l.m.                                                        |
| Strecke · Haltepunkt / Haltestelle | 196,721                                                                                      | Unterau/Pradisotto (Militärhaltestelle Franzensfeste)               | 743 m s.l.m.                                                        |
| Strecke |                                                                                              | Pustertalbahn nach Innichen                                         | Pustertalbahn nach Innichen                                         |
| Strecke · Abzweig geradeaus und ehemals von links |                                                                                              | Riggertalschleife zur Pustertalbahn (im Bau)                        | Riggertalschleife zur Pustertalbahn (im Bau)                        |
| Strecke · ehemaliger Haltepunkt / Haltestelle | 192,197                                                                                      | Vahrn/Varna                                                         | 650 m s.l.m.                                                        |
| Strecke · ehemaliger Haltepunkt / Haltestelle | 191,770                                                                                      | Vahrn/Varna (in Planung)                                            | Vahrn/Varna (in Planung)                                            |
| Strecke · Bahnhof | 188,363                                                                                      | Brixen/Bressanone                                                   | 577 m s.l.m.                                                        |
| Strecke · Brücke über Wasserlauf | 185,024                                                                                      | Eisack-Brücke (81 m)                                                | Eisack-Brücke (81 m)                                                |
| | 184,712                                                                                      | Albeins/Albès                                                       | 548 m s.l.m.                                                        |
| Tunnelende (Strecke außer Betrieb) · Strecke |                                                                                              | Südportal Schalderer Tunnel (im Bau, ca. 15,4 km)                   | 569 m s.l.m.                                                        |
| Strecke unter Wasserlauf Anfang Hochstrecke (Strecke außer Betrieb) · Strecke |                                                                                              | Eisack-Brücke (im Bau, ca. 250 m)                                   | Eisack-Brücke (im Bau, ca. 250 m)                                   |
| Strecke von links · Kreuzung Ende Hochstrecke (Strecke geradeaus außer Betrieb) · Strecke nach rechts |                                                                                              |                                                                     |                                                                     |
| Strecke · Tunnelanfang (Strecke außer Betrieb) |                                                                                              | Nordportal Grödner Tunnel (im Bau, ca. 6,3 km)                      | 566 m s.l.m.                                                        |
| Haltepunkt / Haltestelle | 180,608                                                                                      | Villnöß/Funes                                                       | 537 m s.l.m.                                                        |
| Haltepunkt / Haltestelle · Kopfbahnhof Streckenanfang · Strecke | 178,240                                                                                      | Klausen/Chiusa bis 2006 Bahnhof                                     | 523 m s.l.m.                                                        |
| Strecke · Strecke nach links · Kreuzung |                                                                                              | ehem. Grödner Bahn nach Plan (bis 1960)                             | ehem. Grödner Bahn nach Plan (bis 1960)                             |
| | 177,572                                                                                      | Tunnel nach Klausen (515 m)                                         | Tunnel nach Klausen (515 m)                                         |
| Tunnelende (Strecke außer Betrieb) |                                                                                              | Südportal Grödner Tunnel (im Bau, ca. 6,3 km)                       | 472 m s.l.m.                                                        |
| Bahnhof · Kopfbahnhof Strecke bis hier außer Betrieb | 172,432                                                                                      | Waidbruck-Lajen/Ponte Gardena-Laion                                 | 471 m s.l.m.                                                        |
| Verschwenkung nach links · Verschwenkung nach rechts |                                                                                              |                                                                     |                                                                     |
| Tunnel | 172,126                                                                                      | Tunnel nach Waidbruck (396 m)                                       | Tunnel nach Waidbruck (396 m)                                       |
| Verschwenkung von links (Strecke außer Betrieb) · Verschwenkung von rechts |                                                                                              | Beginn Neubaustrecke (seit 1994)                                    | Beginn Neubaustrecke (seit 1994)                                    |
| Strecke (außer Betrieb) · Tunnelanfang | 171,474                                                                                      | Nordportal Schlerntunnel/Galleria Sciliar (13 316 m)                | 463 m s.l.m.                                                        |
| Brücke über Wasserlauf (Strecke außer Betrieb) · Strecke (im Tunnel) | 170,019                                                                                      | Eisack-Brücke (59 m)                                                | Eisack-Brücke (59 m)                                                |
| Haltepunkt / Haltestelle (Strecke außer Betrieb) · Strecke (im Tunnel) | 168,034                                                                                      | Kastelruth/Castelrotto                                              | 427 m s.l.m.                                                        |
| Strecke (außer Betrieb) · Überleitstelle / Spurwechsel (Strecke außer Betrieb) (im Tunnel) | 164,714                                                                                      | Überleitstelle St. Konstantin/San Costantino                        | Überleitstelle St. Konstantin/San Costantino                        |
| Haltepunkt / Haltestelle (Strecke außer Betrieb) · Strecke (im Tunnel) | 164,224                                                                                      | Atzwang/Campodazzo                                                  | 373 m s.l.m.                                                        |
| Tunnel (Strecke außer Betrieb) · Strecke (im Tunnel) | 163,598                                                                                      | Tunnel/Galleria VIII (55 m)                                         | Tunnel/Galleria VIII (55 m)                                         |
| Tunnel (Strecke außer Betrieb) · Strecke (im Tunnel) | 163,245                                                                                      | Tunnel/Galleria VII (172 m)                                         | Tunnel/Galleria VII (172 m)                                         |
| Tunnel (Strecke außer Betrieb) · Strecke (im Tunnel) | 163,001                                                                                      | Tunnel/Galleria VI (72 m)                                           | Tunnel/Galleria VI (72 m)                                           |
| Tunnel (Strecke außer Betrieb) · Strecke (im Tunnel) | 162,809                                                                                      | Tunnel/Galleria V (60 m)                                            | 356 m s.l.m.                                                        |
| Tunnel (Strecke außer Betrieb) · Strecke (im Tunnel) | 162,369                                                                                      | Tunnel/Galleria IV (239 m)                                          | Tunnel/Galleria IV (239 m)                                          |
| Tunnel (Strecke außer Betrieb) · Strecke (im Tunnel) | 161,929                                                                                      | Tunnel/Galleria III (57 m)                                          | Tunnel/Galleria III (57 m)                                          |
| Tunnel (Strecke außer Betrieb) · Strecke (im Tunnel) | 161,779                                                                                      | Tunnel/Galleria II (40 m)                                           | Tunnel/Galleria II (40 m)                                           |
| Haltepunkt / Haltestelle (Strecke außer Betrieb) · Strecke (im Tunnel) | 161,116                                                                                      | Völsersteg/Fié                                                      | 340 m s.l.m.                                                        |
| Tunnel (Strecke außer Betrieb) · Strecke (im Tunnel) | 159,654                                                                                      | Tunnel/Galleria I (116 m)                                           | 325 m s.l.m.                                                        |
| Strecke (außer Betrieb) · Tunnelende | 158,173                                                                                      | Südportal Schlerntunnel/Galleria Sciliar                            | 315 m s.l.m.                                                        |
| Verschwenkung nach links (Strecke außer Betrieb) · Verschwenkung nach rechts |                                                                                              | Ende Neubaustrecke (seit 1994)                                      | Ende Neubaustrecke (seit 1994)                                      |
| Blockstelle | 157,997                                                                                      | Blumau/Prato Tires                                                  | 315 m s.l.m.                                                        |
| Verschwenkung von links (Strecke außer Betrieb) · Verschwenkung von rechts |                                                                                              | Beginn Neubaustrecke (seit 1998)                                    | Beginn Neubaustrecke (seit 1998)                                    |
| Strecke (außer Betrieb) · Tunnelanfang | 157,196                                                                                      | Ostportal Kardauntunnel/Galleria Cardano (3939 m)                   | 308 m s.l.m.                                                        |
| Tunnel (Strecke außer Betrieb) · Strecke (im Tunnel) | 156,813                                                                                      | Tunnel bei Blumau (430 m)                                           | Tunnel bei Blumau (430 m)                                           |
| Strecke (außer Betrieb) · Tunnelende | 153,257                                                                                      | Westportal Kardauntunnel/Galleria Cardano                           | 285 m s.l.m.                                                        |
| Verschwenkung nach links (Strecke außer Betrieb) · Verschwenkung nach rechts |                                                                                              | Ende Neubaustrecke (seit 1998)                                      | Ende Neubaustrecke (seit 1998)                                      |
| ehemaliger Haltepunkt / Haltestelle | 152,758                                                                                      | Kardaun/Cardano                                                     | 283 m s.l.m.                                                        |
| Brücke über Wasserlauf | 152,902                                                                                      | Eisack-Brücke (35 m)                                                | Eisack-Brücke (35 m)                                                |
| | 150,231                                                                                      | Bozen/Bolzano                                                       | 266 m s.l.m.                                                        |
| Abzweig geradeaus und nach rechts · Strecke | 150,000                                                                                      | nach Meran/Merano (1980 aufgegeben)                                 | nach Meran/Merano (1980 aufgegeben)                                 |
| Überleitstelle / Spurwechsel rechts |                                                                                              |                                                                     |                                                                     |
| Brücke über Wasserlauf | 149,807                                                                                      | Eisack-Brücke (54 m)                                                | Eisack-Brücke (54 m)                                                |
| Strecke |                                                                                              |                                                                     |                                                                     |
| Strecke · Tunnel | 149,210                                                                                      | Virgltunnel (im Bau, 533 m)                                         | Virgltunnel (im Bau, 533 m)                                         |
| Strecke |                                                                                              |                                                                     |                                                                     |
| Strecke nach rechts und von halblinks | 148,603                                                                                      | nach Meran/Merano (seit 1980)                                       | nach Meran/Merano (seit 1980)                                       |
| ehemaliger Haltepunkt / Haltestelle |                                                                                              | St. Jakob-Flughafen Bozen/San Giacomo-Aeroporto di Bolzano (im Bau) | St. Jakob-Flughafen Bozen/San Giacomo-Aeroporto di Bolzano (im Bau) |
| Haltepunkt / Haltestelle | 142,565                                                                                      | Leifers/Laives                                                      | 230 m s.l.m.                                                        |
| Bahnhof | 139,294                                                                                      | Branzoll/Bronzolo                                                   | 227 m s.l.m.                                                        |
| Haltepunkt / Haltestelle · Kopfbahnhof Streckenanfang | 134,176                                                                                      | Auer/Ora bis 2004 Bahnhof                                           | 223 m s.l.m.                                                        |
| Strecke · Strecke nach links |                                                                                              | ehem. Fleimstalbahn nach Predazzo, 1963 eingestellt                 | ehem. Fleimstalbahn nach Predazzo, 1963 eingestellt                 |
| Brücke über Wasserlauf | 133,087                                                                                      | Etsch-Brücke (100 m)                                                | 226 m s.l.m.                                                        |
| Bahnhof | 128,399                                                                                      | Neumarkt-Tramin/Egna-Termeno                                        | 217 m s.l.m.                                                        |
| Haltepunkt / Haltestelle | 124,426                                                                                      | Margreid Kurtatsch/Magré-Cortaccia                                  | 216 m s.l.m.                                                        |
| Haltepunkt / Haltestelle | 118,994                                                                                      | Salurn/Salorno min. bis 1994 Bahnhof                                | 211 m s.l.m.                                                        |
| Grenze | 116,300                                                                                      | Provinzgrenze Südtirol – Trentino                                   | Provinzgrenze Südtirol – Trentino                                   |
| Bahnhof | 111,624                                                                                      | Mezzocorona                                                         | 210 m s.l.m.                                                        |
| Kreuzung geradeaus unten · Strecke von rechts | 110,505                                                                                      | Nonstalbahn nach Mezzana                                            | Nonstalbahn nach Mezzana                                            |
| Brücke über Wasserlauf | 109,652                                                                                      | Etsch-Brücke (87 m)                                                 | 209 m s.l.m.                                                        |
| Haltepunkt / Haltestelle | 104,322                                                                                      | Lavis bis 2003 Bahnhof                                              | 206 m s.l.m.                                                        |
| Brücke | 101,979                                                                                      | Avisio-Viadukt (900 m)                                              | 206 m s.l.m.                                                        |
| | 99,671                                                                                       | Trento Roncafort Güterbahnhof                                       | Trento Roncafort Güterbahnhof                                       |
| |                                                                                              | Abzweigung Umfahrung Trient (im Bau, ca. 13 km)                     |                                                                     |
| Strecke · Strecke nach links · Kreuzung · Strecke von rechts |                                                                                              |                                                                     |                                                                     |
| Strecke · Tunnelanfang |                                                                                              | Nordportal Trienttunnel (im Bau, ca. 11 km)                         | Nordportal Trienttunnel (im Bau, ca. 11 km)                         |
| Bahnhof · Kopfbahnhof Streckenanfang · Kopfbahnhof Streckenende · Strecke | 94,796                                                                                       | Trento                                                              | 193 m s.l.m.                                                        |
| Strecke nach links · Strecke quer · Kreuzung |                                                                                              | Valsugana-Bahn nach Venedig                                         | Valsugana-Bahn nach Venedig                                         |
| Dienststation / Betriebs- oder Güterbahnhof · Strecke | 87,222                                                                                       | Mattarello                                                          | 186 m s.l.m.                                                        |
| Tunnelende |                                                                                              | Südportal Trienttunnel (im Bau, ca. 11 km)                          | Südportal Trienttunnel (im Bau, ca. 11 km)                          |
| |                                                                                              | Abzweigung Umfahrung Trient (im Bau, ca. 13 km)                     |                                                                     |
| Haltepunkt / Haltestelle | 78,915                                                                                       | Calliano                                                            | 183 m s.l.m.                                                        |
| ehemaliger Haltepunkt / Haltestelle | 75,589                                                                                       | Volano                                                              | 175 m s.l.m.                                                        |
| ehemaliger Haltepunkt / Haltestelle |                                                                                              | Villa Lagarina                                                      | 177 m s.l.m.                                                        |
| Bahnhof | 71,219                                                                                       | Rovereto                                                            | 189 m s.l.m.                                                        |
| Abzweig geradeaus und ehemals nach rechts |                                                                                              | ehem. Lokalbahn nach Riva, 1936 eingestellt                         | ehem. Lokalbahn nach Riva, 1936 eingestellt                         |
| Brücke über Wasserlauf | 70,361                                                                                       | Leno (41 m)                                                         | 186 m s.l.m.                                                        |
| Strecke von rechts · Strecke |                                                                                              | ehem. Lokalbahn nach Riva, 1936 eingestellt                         | ehem. Lokalbahn nach Riva, 1936 eingestellt                         |
| Kopfbahnhof Streckenende · Haltepunkt / Haltestelle | 66,914                                                                                       | Mori                                                                | 174 m s.l.m.                                                        |
| Haltepunkt / Haltestelle | 60,863                                                                                       | Serravalle all’Adige                                                | 154 m s.l.m.                                                        |
| Bahnhof | 54,684                                                                                       | Ala                                                                 | 148 m s.l.m.                                                        |
| Haltepunkt / Haltestelle | 50,359                                                                                       | Avio                                                                | 137 m s.l.m.                                                        |
| Haltepunkt / Haltestelle | 45,485                                                                                       | Borghetto sull’Adige                                                | 127 m s.l.m.                                                        |
| Grenze | 43,938                                                                                       | Regionsgrenze Trentino-Südtirol – Venetien                          | Regionsgrenze Trentino-Südtirol – Venetien                          |
| Haltepunkt / Haltestelle | 40,361                                                                                       | Peri                                                                | 126 m s.l.m.                                                        |
| Haltepunkt / Haltestelle | 32,775                                                                                       | Dolcè                                                               | 113 m s.l.m.                                                        |
| Verschwenkung von links (Strecke außer Betrieb) · Verschwenkung von rechts |                                                                                              | Beginn Neubaustrecke (seit 1998)                                    | Beginn Neubaustrecke (seit 1998)                                    |
| Strecke (außer Betrieb) · Tunnelanfang | 31.029                                                                                       | Nordportal (neuer) Cerainotunnel/(nuova) Galleria Ceraino (4314 m)  | Nordportal (neuer) Cerainotunnel/(nuova) Galleria Ceraino (4314 m)  |
| Haltepunkt / Haltestelle (Strecke außer Betrieb) · Strecke (im Tunnel) | 29,551                                                                                       | Ceraino                                                             | 108 m s.l.m.                                                        |
| Tunnel (Strecke außer Betrieb) · Strecke (im Tunnel) | 28,158                                                                                       | (alter) Cerainotunnel/(vecchia) Galleria Ceraino (694 m)            | 108 m s.l.m.                                                        |
| Strecke (außer Betrieb) · Tunnelende | 26,715                                                                                       | Südportal (neuer) Cerainotunnel/(nuova) Galleria Ceraino            | Südportal (neuer) Cerainotunnel/(nuova) Galleria Ceraino            |
| |                                                                                              | Ende Neubaustrecke (seit 1998)                                      |                                                                     |
| Kreuzung geradeaus oben (Querstrecke außer Betrieb) |                                                                                              | ehem. Strecke Garda/Caprino–Verona Porta San Giorgio                | ehem. Strecke Garda/Caprino–Verona Porta San Giorgio                |
| Bahnhof | 23,56122,830                                                                                 | Domegliara-Sant’Ambrogio                                            | 118 m s.l.m.                                                        |
| ehemaliger Bahnhof | 16,985                                                                                       | Pescantina bis 2004                                                 | 107 m s.l.m.                                                        |
| Blockstelle | 11,650                                                                                       | Verona Parona                                                       | 80 m s.l.m.                                                         |
| Brücke über Wasserlauf |                                                                                              | Etsch-Brücke                                                        | Etsch-Brücke                                                        |
| Kreuzung links und rechts · Strecke von rechts | 6,397                                                                                        | Bivio/P.C. S. Massimo (nach Mailand)                                | Bivio/P.C. S. Massimo (nach Mailand)                                |
| Abzweig geradeaus und nach rechts · Strecke |                                                                                              | nach Mantua und Modena                                              | nach Mantua und Modena                                              |
| Strecke nach rechts · Strecke |                                                                                              | nach Bologna                                                        | nach Bologna                                                        |
| Bahnhof | 3,378                                                                                        | Verona Porta Nuova                                                  | 65 m s.l.m.                                                         |
| Brücke über Wasserlauf |                                                                                              | Etsch-Brücke                                                        | Etsch-Brücke                                                        |
| Bahnhof | 0,000                                                                                        | Verona Porta Vescovo                                                | 59 m s.l.m.                                                         |
| Strecke |                                                                                              | nach Venedig                                                        | nach Venedig                                                        |

Die Brennerbahn (italienisch Ferrovia del Brennero) wurde von 1864 bis 1867 nach Plänen und unter der Leitung von Karl Etzel von der k.k. priv. Südbahngesellschaft als Teil der Verbindung von Kufstein nach Ala (und weiter in Richtung Verona) gebaut. Als Brennerbahn wird die Teilstrecke mit der Überquerung des Alpenhauptkamms von Innsbruck über den Brennerpass und Bozen nach Verona bezeichnet. Die Brennerbahn nimmt in Nordtirol ihren Anfang, durchquert Südtirol und das Trentino und endet in Venetien. Die Trasse verläuft dabei durch das Wipptal, das Eisacktal und das Etschtal. Die Brennerbahn ist Bestandteil der Eisenbahnachse Berlin–Palermo. Im Rahmen der Projektierung des Brennerbasistunnels samt Zulaufstrecken sollen umfangreiche Abschnitte durch neue Tunnel ergänzt werden.

## Geschichte
Bereits 1836 sah Franz Xaver Riepl in seinem Plan für ein gesamtösterreichisches Eisenbahnnetz eine Verbindung vom bayrischen Raum über Kufstein, Innsbruck, den Brenner und Bozen nach Verona vor.
Am 24. November 1858 wurde die Unterinntalbahn von der bayrischen Grenze bis Innsbruck eröffnet. Bereits am 23. März 1859 wurde die Strecke von Verona nach Trient eröffnet, der Abschnitt von Trient nach Bozen folgte am 16. Mai im gleichen Jahr, womit die Streckenführung durch das Etschtal vollendet war. Der Lückenschluss in der Nord-Süd-Verbindung über den Brenner war der naheliegende nächste Schritt. Die 1854 fertiggestellte Semmeringbahn hatte gezeigt, dass der Bahnbau im Gebirge technisch möglich war.
Anfang der 1860er Jahre wurde die k.k. priv. Südbahngesellschaft mit einem Erlass Kaiser Franz Josephs I. mit dem Bau der Brennerbahn beauftragt. Die technische Leitung wurde Karl Etzel übertragen. Im Mai 1861 begannen die Vorarbeiten, im Laufe des Jahres 1863 wurde Etzels Projekt vom Handelsministerium bewilligt und die Detailprojekte und Kostenberechnungen sowie Vermessungsarbeiten fertiggestellt. Der erste Spatenstich erfolgte am 23. Februar 1864 beim Bergiseltunnel. Als Bauleiter für die Trassierung und den Bau war Achilles Thommen verantwortlich. Nach dem Tod Etzels 1865 leitete er zusammen mit Wilhelm Pressel die Fertigstellung der Bahn. Erstmals im Bahnbau wurden Kehrtunnel angewendet. Beim Bau, der in nur dreieinhalb Jahren vollendet war, waren bis zu 20 600 Arbeiter beschäftigt, vorwiegend aus Welschtirol und Italien sowie aus Slowenien und Kroatien.
Am 8. Mai 1867 durchfuhr die erste Lokomotive den Bergiseltunnel, am 12. Juli war mit der Kardauner Brücke das letzte größere Hochbauwerk fertiggestellt und am 25. Juli durchfuhr ein Probezug die gesamte Strecke von Innsbruck nach Bozen. Am 17. August wurde die Strecke für den Güterverkehr eröffnet, am 24. August für den Personenverkehr. Damit ist die Brennerbahn zehn Jahre jünger als die 1857 eröffnete Streckenverbindung von Wien über den Semmering und Marburg (Maribor) nach Triest(e). Aufgrund der Hoftrauer um den erschossenen Kaiser Maximilian von Mexiko erfolgte die Freigabe ganz ohne Feierlichkeiten.
Die gesamte Trasse wurde von Beginn an für den zweigleisigen Betrieb gebaut, zunächst wurde jedoch aus Kostengründen nur ein Streckengleis verlegt. Mit dem Ausbau wurde bald begonnen, bereits im Frühjahr 1868 war die Strecke von Innsbruck bis zum Brenner zweigleisig befahrbar, durchgehend erst 1908.
1866 fiel das vormals österreichische Venetien an Italien und Ala wurde somit zum Grenzbahnhof. Mit der Fertigstellung der Pustertalbahn 1871 sowie der Bozen-Meraner Bahn 1880 wurden die Bahnhöfe Franzensfeste und Bozen zu Umsteigebahnhöfen.
1899 gab es Planungen, das Stubaital durch eine Zweigstrecke anzubinden. Sie sollte bei der Stephansbrücke abzweigen, über Telfes nach Fulpmes führen und über Mieders und Schönberg bei Matrei wieder Anschluss an die Brennerbahn finden. Stattdessen wurde das Stubaital durch die 1901 bis 1904 erbaute meterspurige Stubaitalbahn mit Innsbruck verbunden, und die Brennerbahn blieb auf heutigem österreichischem Gebiet ohne Seitenstrecken.
Der Erste Weltkrieg brachte eine Teilung der historischen Grafschaft Tirol mit sich. Das Trentino und Südtirol wurden von Italien annektiert, wodurch der Bahnhof Brenner zum Grenzbahnhof wurde. Am 1. August 1919 übernahmen die Ferrovie dello Stato den südlich des Brenners gelegenen Abschnitt, der bis dahin noch unter der privaten Führung der Südbahngesellschaft gestanden hatte. 1923 übernahmen die Österreichischen Bundesbahnen den nördlich des Brenners gelegenen Abschnitt. Die beiden Bahngesellschaften elektrifizierten 1928 und 1929 die Brennerbahn weitgehend mit unterschiedlichen Bahnstromsystemen. Die Österreicher nutzten für die Teilstrecke Innsbruck–Brennersee Einphasenwechselstrom (15 kV, 16⅔ Hz), die Italiener verwendeten für das Teilstück Bozen–Brenner Drehstrom (3,6 kV bei ebenfalls 16⅔ Hz). Erst 1934 durften die BBÖ die Fahrleitungslücke zwischen den Bahnhöfen Brennersee und Brenner auf italienisches Staatsgebiet schließen und somit die vollständige Elektrifizierung abschließen.
In der ersten österreichischen Republik gehörte der in Österreich gelegene Teil der Strecke in den Zuständigkeitsbereich der Bundesbahndirektion Innsbruck. Nach dem Anschluss Österreichs 1938 firmierte diese kurzfristig als Reichsbahndirektion Innsbruck, bevor sie bereits zum 15. Juli 1938 aufgelöst wurde. Die Strecke wurde der Reichsbahndirektion München unterstellt. Nach 1945 wurde die ÖBB wieder gegründet, die Direktionsstruktur aus der Zeit vor 1938 wieder eingerichtet, auch die Bundesbahndirektion Innsbruck.
1941 stellten die italienischen Staatsbahnen die Strecke zwischen Verona und Trient auf 3 kV Gleichspannung um, 1952 folgte der Abschnitt von Trient nach Bozen und 1965 jener von Bozen bis zum Brenner. Zwischen 1944 (Schließung der Militärhaltestelle in Franzensfeste) und 2004 wurden 20 Bahnhöfe und Haltestellen auf italienischer Seite aufgelassen, 15 davon nördlich von Bozen. Ein durchgehender elektrischer Betrieb auf österreichischer und italienischer Seite ohne Lokwechsel im Bahnhof Brenner wurde erstmals 1993 mit den Zweisystemlokomotiven der Reihe 1822 möglich.
Seit den 1990er Jahren gab es verstärkte Investitionen in die bauliche Infrastruktur: 1994 gingen die 14,7 km lange Güterzugumfahrung Innsbruck und der 13,3 km lange Schlerntunnel in Betrieb. 1998 wurden die Eröffnung des neuen Cerainotunnels bei der Veroneser Klause und des 3,9 km langen Kardauntunnels gefeiert, in dessen Inneren bereits die Kavernen für eine zukünftige Umfahrung von Bozen berücksichtigt sind. 1999 ersetzte der 7,3 km lange Pflerschtunnel den alten Aster Tunnel. Zwischen Mattarello und Calliano wurde eine Steinschlaggalerie errichtet, bei Klausen und Waidbruck wurde die Bahnlinie aus Lärmschutzgründen eingehaust. In den 2000er Jahren konnten sämtliche Bahnübergänge ersetzt werden, um die Sicherheit zu erhöhen. Einige Bahnhöfe wurden in Haltestellen umgewandelt. Die durch die Umbauten nicht mehr benötigte Trasse in Südtirol wurde weitgehend für die neue Radroute 1 „Brenner–Salurn“ benutzt.
Am 3. August 2006 wurde auf dem italienischen Abschnitt die Zugbeeinflussung SCMT in Betrieb genommen. Im Sommer 2012 erfolgte auf der österreichischen Seite eine Generalsanierung der Strecke.

## Erweiterungs- und Ausbaupläne
Seit 2007 wird am Brennerbasistunnel gebaut, der eine deutliche Kapazitäts- und Geschwindigkeitssteigerung auf der zur Eisenbahnachse Berlin–Palermo gehörenden Brennerstrecke mit sich bringen wird. Der Tunnel von Innsbruck bis nach Franzensfeste wird 55 km lang sein, unter Einbezug der Umfahrung Innsbruck sogar 64 km. Geplant ist eine Inbetriebnahme für das Jahr 2032. Parallel sind weitere Zulaufstrecken auf der Südrampe der Brennerbahn geplant, darunter etwa Tunnel auf der Strecke Franzensfeste–Waidbruck.

## Streckenführung

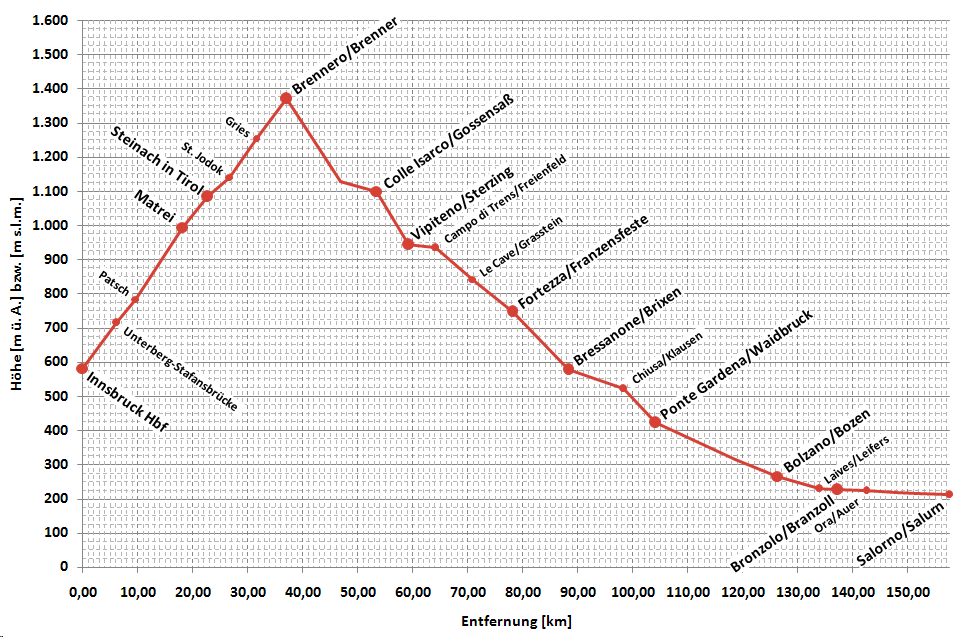
Vereinfachtes Höhenprofil des Abschnittes Innsbruck–Salurn

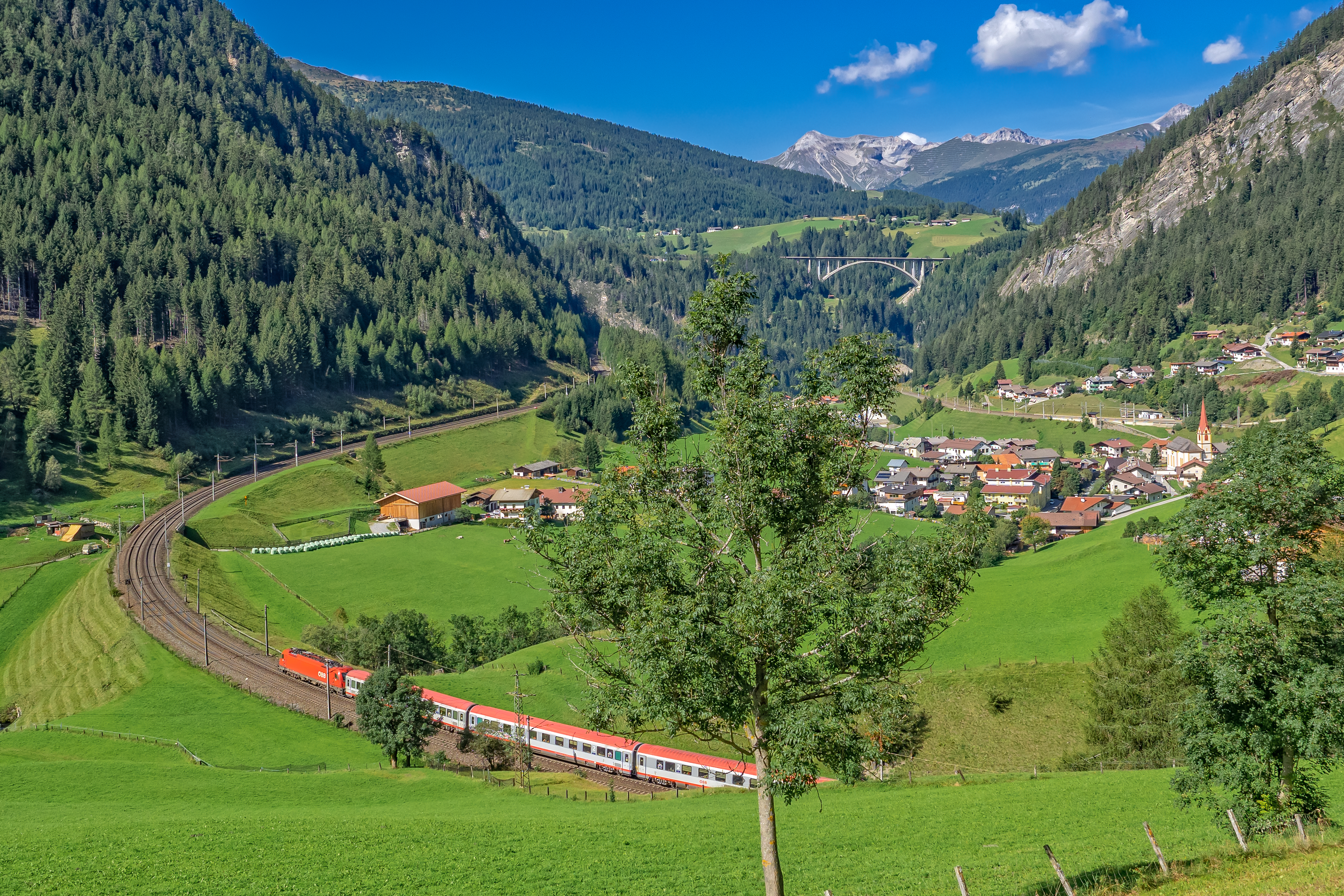
Panorama der Kehrschleife um St. Jodok gegen Westen

Die Brennerbahn stellt ein Teilstück einer wichtigen Eisenbahnverbindung zwischen Deutschland und Italien dar, sie verbindet München über Innsbruck mit Verona auf dem kürzesten Weg.
Die Maximalsteigung der Strecke beträgt 25 ‰ auf der Nord- und 22,5 ‰ auf der Südrampe.
Der kleinste Bogenradius beträgt 264 Meter. Erstmals wurden Kehrtunnel gebaut, um die 796 Höhenmeter von Innsbruck bis zum Brenner zu überwinden. Der Scheitelpunkt der Brennerbahn liegt auf 1371 m Seehöhe im Bahnhof Brenner, er ist der höchste Punkt im Normalspurnetz der ÖBB. Entlang der Nordrampe gibt es nicht weniger als 14 kleinere Tunnel mit einer Gesamtlänge von etwa 3600 Metern.
Von Innsbruck, wo die Arlbergbahn nach Westen abzweigt, führt die Brennerbahn in Richtung Süden. Noch im Hauptbahnhof Innsbruck nimmt die Rampenstrecke zum Tunnel durch den Bergisel ihren Anfang, um anschließend linksufrig entlang der Sillschlucht ins Wipptal einzufahren. Bei Gärberbach wird die Sill auf die rechte Talhangseite gequert, hier mündet auch die Umfahrung Innsbruck in die Bergstrecke. In deutlicher Hanglage geht es mit kleineren Tunnels – weiter tief unten im Wipptal – vorbei an den Stationen Unterberg und Patsch nach Matrei, wo der Talboden und ein flacheres Stück bis kurz hinter Steinach zu bewältigen ist. Alsbald gewinnt die Linienführung am ostseitigen Talhang wieder Höhenmeter für den Eintritt in die folgende großzügige Kehrschleifenanlage.
Bei Vals-St. Jodok erklimmt die Brennerbahn durch eine ostwärts gerichtete Kehre bedeutend weiter Höhe, sie durchquert das Schmirntal und das Valsertal und steigt am Südhang des Seitentals nach oben. Hoch über dem Haupttal wieder angelangt, wird südwärts abermals die Ostflanke des Wipptals genutzt. Als Nächstes folgt die Station Gries, unter überhängenden Felswänden geht es bis zur Station Brennersee, wo die Brennerautobahn A13 nahe an die Brennerbahn heranrückt.
Am Grenzbahnhof Brenner in Sattellage befindet sich die Trennstelle zwischen den beiden Stromsystemen etwa in Bahnsteigmitte. Im Bahnhof Brenner befindet sich ein Denkmal des Erbauers der Brennerbahn, Karl von Etzel.
Die Strecke führt anschließend relativ flach im Südtiroler Abschnitt des Wipptals dem Eisack entlang bergab zur ehemaligen Station Brennerbad, wo sie westwärts in den 1999 neu errichteten Pflerschtunnel im Bergmassiv des Geierskragen abzweigt. Damit wurde der Nordteil der ursprünglich an der Hangoberfläche trassierten Kehrschleife im Pflerschtal bis zur Richtungsänderung ostwärts bei Ast in den Berg verlegt und ihr Bogenradius aufgeweitet. Aus dem Pflerschtal tritt die Trasse bei Gossensaß wieder ins Wipptal ein und fällt am Osthang hinab nach Sterzing, wo der weite Talboden erreicht wird. In Franzensfeste zweigt die Pustertalbahn ab, gleichzeitig wird hier das Südportal des Brennerbasistunnels münden. Es folgt der Abschnitt mit dem stärksten Gefälle von Franzensfeste nach Brixen. Der weitere Verlauf durch das Eisacktal bis Bozen weist keine besonderen Steigungen mehr auf. Dieser teils schluchtartige Streckenabschnitt wurde in den 1990er Jahren neu trassiert, wobei zwei längere Tunnel errichtet wurden.
Südlich von Bozen verläuft die Trasse bogenarm in der breiten Sohle des Etschtals und kommt deshalb nahezu ohne größere Kunstbauten aus. Eine Ausnahme bilden die Brücken zur Überquerung der Etsch sowie ihrer Zuläufe. Gleich nach dem Bahnhof von Mezzocorona überquert die Nonstalbahn, die ab hier parallel geführt ist, die Trasse. Zuletzt umgeht die Bahnstrecke mit einem in den 1990er Jahren erbauten Tunnel die Veroneser Klause. Kurz vor der Einfahrt in den Bahnhof Verona Porta Nuova geht es über die Abzweigung San Massimo in den Gleisknoten, über den man nach Mailand, Bologna oder zum Güterbahnhof von Verona fährt.

## Systemwechsel im Bahnhof Brenner
Die Stromversorgung für die Nordrampe der Brennerstrecke wird hauptsächlich vom ÖBB-Kraftwerk Fulpmes sichergestellt, welches die Energie der Ruetz nutzt und 16 MW liefert.
1928 wurde der gesamte Bahnhof Brenner mit dem italienischen »Trifase«-Drehstromsystem elektrifiziert.
Den damaligen BBÖ wurde nicht gestattet, die Einphasenwechselstromfahrleitung bis in den auf italienischem Gebiet liegenden Bahnhof zu verlegen. Sie erbauten daher den Bahnhof Brennersee, in welchem für den kurzen Abschnitt Brennersee–Brenner Dampflokomotiven vorgespannt wurden. Dieser kostenintensive Betrieb dauerte bis 1934.
Seit dem Umbau 1965 ist der Bahnhof Brenner ein klassischer Systemwechselbahnhof mit Quertrennung. Problematisch ist insbesondere bei den Wechselstrommaschinen der Nordseite, dass im Moment der größten Wärmeentwicklung beim Erreichen der Scheitelhöhe durch das notwendige Abbügeln die Kühlung für Transformator und Fahrmotoren ausfällt. Klassische Mehrsystemlokomotiven waren nicht nur vergleichsweise schwer, sondern hatten aufgrund ihrer Konzeption als Gleichspannungslokomotive mit Widerstandssteuerung und vorgeschaltetem Transformator mit fester Übersetzung auch insbesondere im Wechselspannungsnetz einen spürbar schlechteren Wirkungsgrad. Deshalb wechselte man jahrzehntelang auf dem Bahnhof Brenner die Einsystemmaschinen. Seit der Jahrtausendwende stehen auch Mehrsystemlokomotiven mit verlustarmem Drehstromantrieb zur Verfügung. Mehrere Jahre scheiterte ihr Einsatz an der fehlenden Zulassung im jeweils anderen Land. Zu Anfang durften beispielsweise die in Deutschland als Baureihe 189 eingeordneten Maschinen im Gleichspannungsbereich des Bahnhofes Brenner gar nicht aus eigener Kraft bewegt werden, später gestattete man Rangierfahrten. Inzwischen dürfen Lokomotiven mehrerer Baureihen durchgehend verkehren, beispielsweise die für den Verkehr mit Italien ausgerüsteten Maschinen der ÖBB-Reihe 1216.
Im Jahr 2013 wurden vom Land Südtirol auch für den Nahverkehr Zweisystemtriebwagen beschafft, die einen durchgehenden Betrieb auf der Brennerbahn bis Innsbruck ermöglichen.
Für endende Regionalzüge existieren nördlich und südlich vom Empfangsgebäude in Insellage Stumpfgleise, die mit dem jeweiligen System überspannt sind. Um die Umsteigewege kurz zu halten, verkehren die Wendezüge der Trenitalia meist auf einem der durchgehenden Gleise. Die am südlichen Zugende eingestellten Lokomotiven verbleiben auf diese Weise unter der Gleichstromfahrleitung.

## Galerie

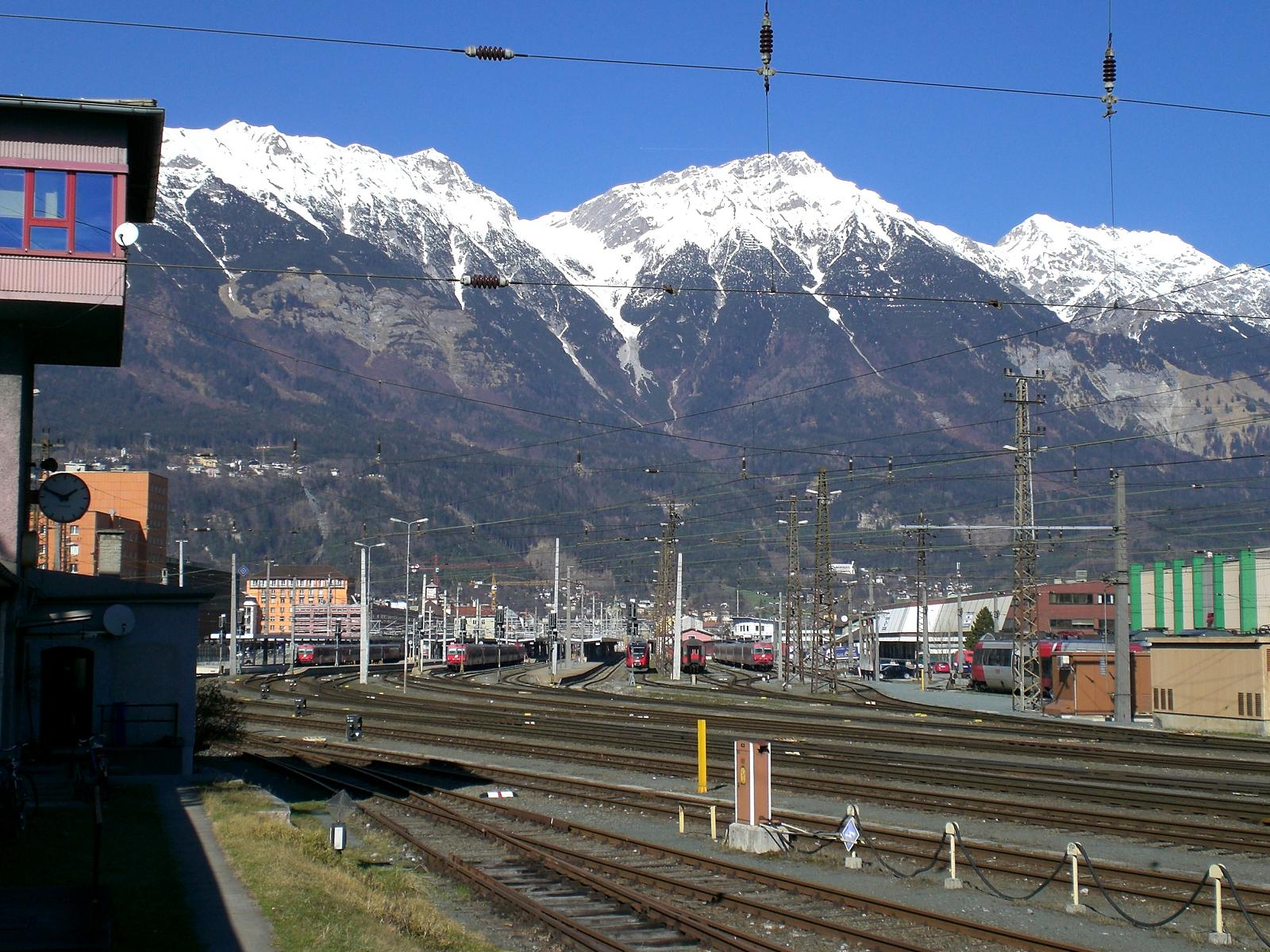
Gleisbereich Bahnhof Innsbruck
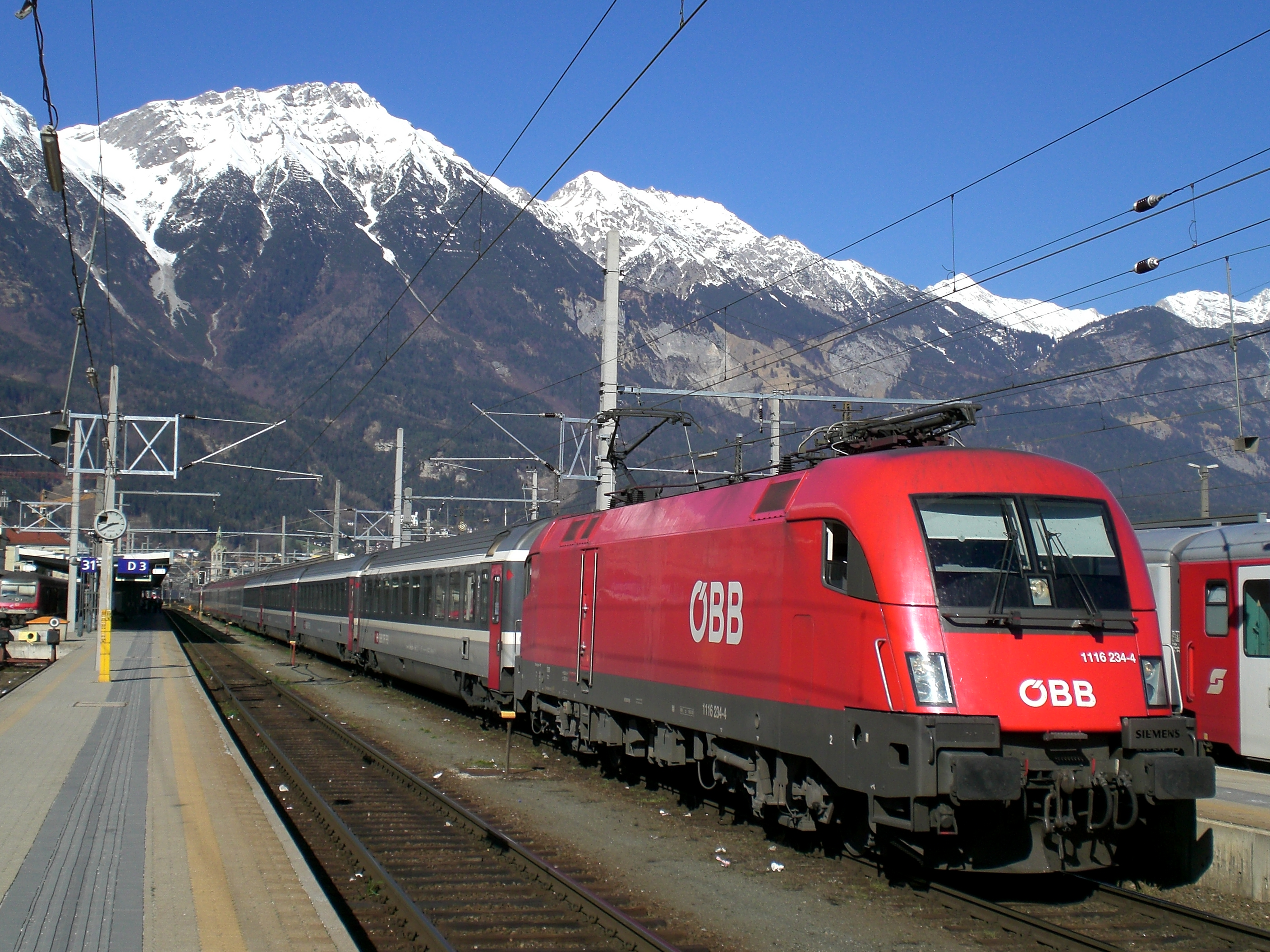
Taurus-Lok bereit zur Ausfahrt aus Innsbruck
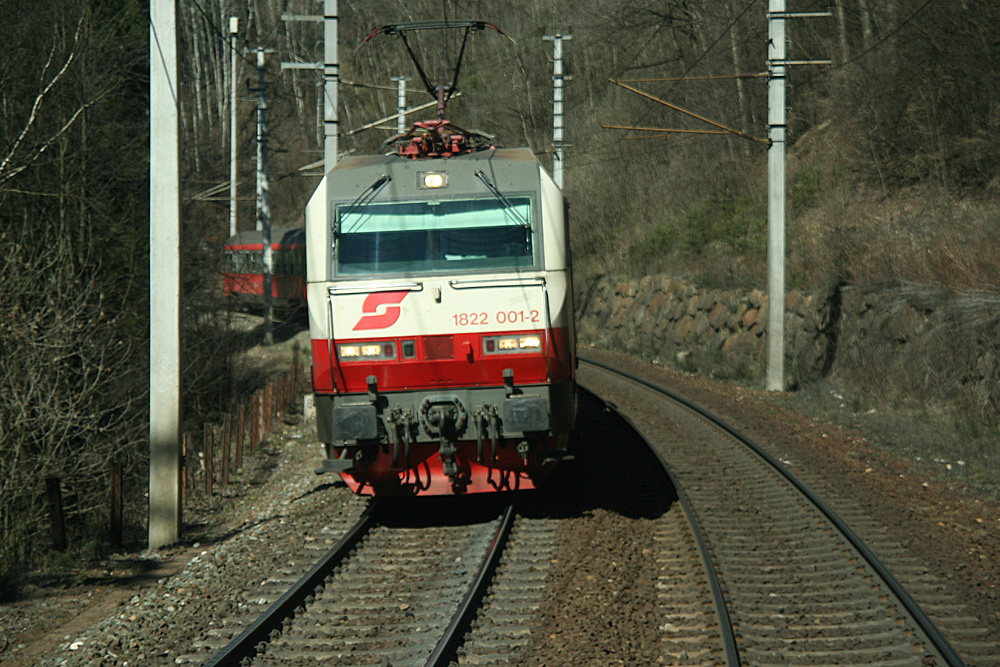
Die 1822 001 der ÖBB zwischen Innsbruck und Brenner
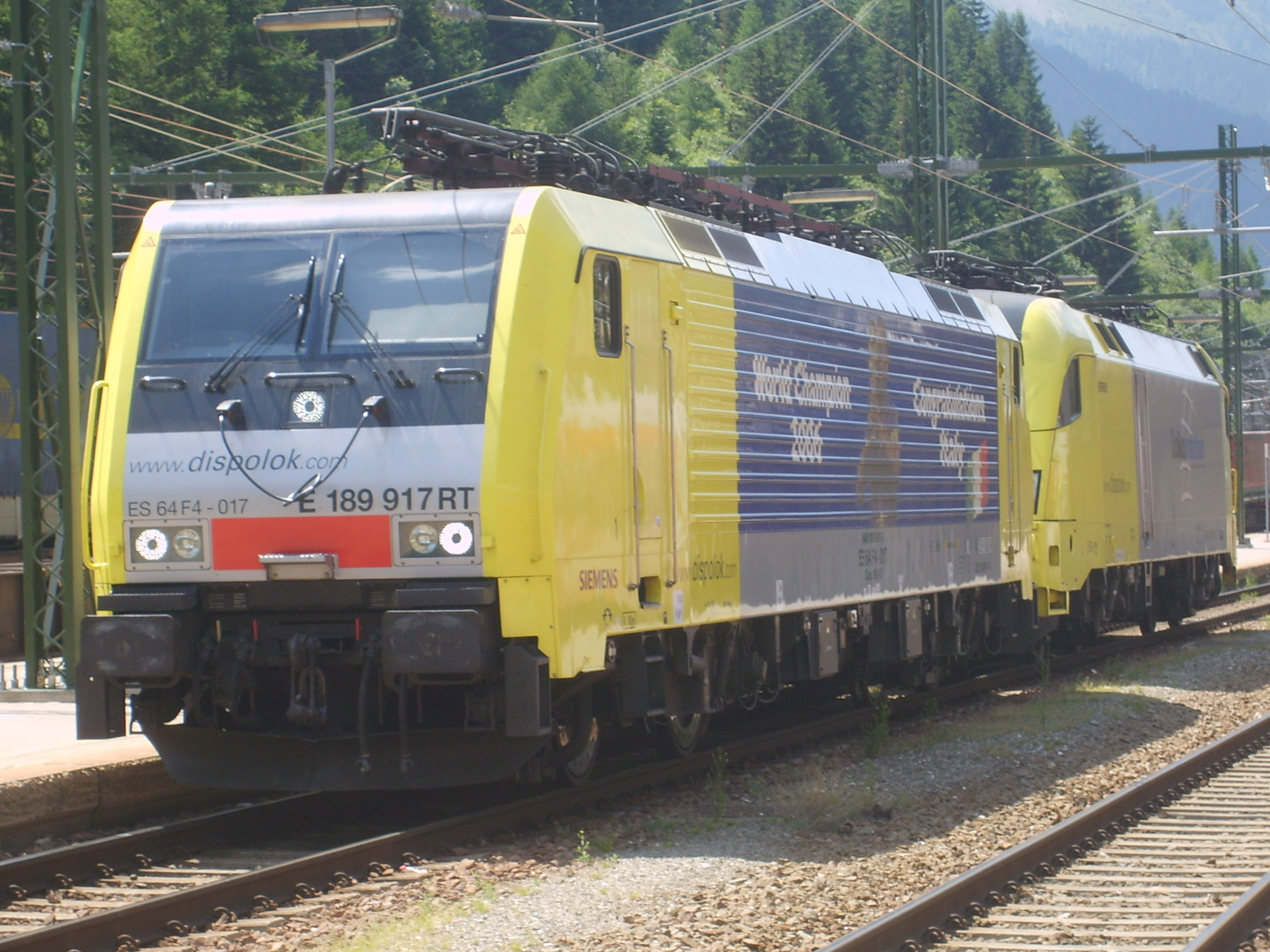
Viersystemlokomotive 189 917 im Bahnhof Brenner
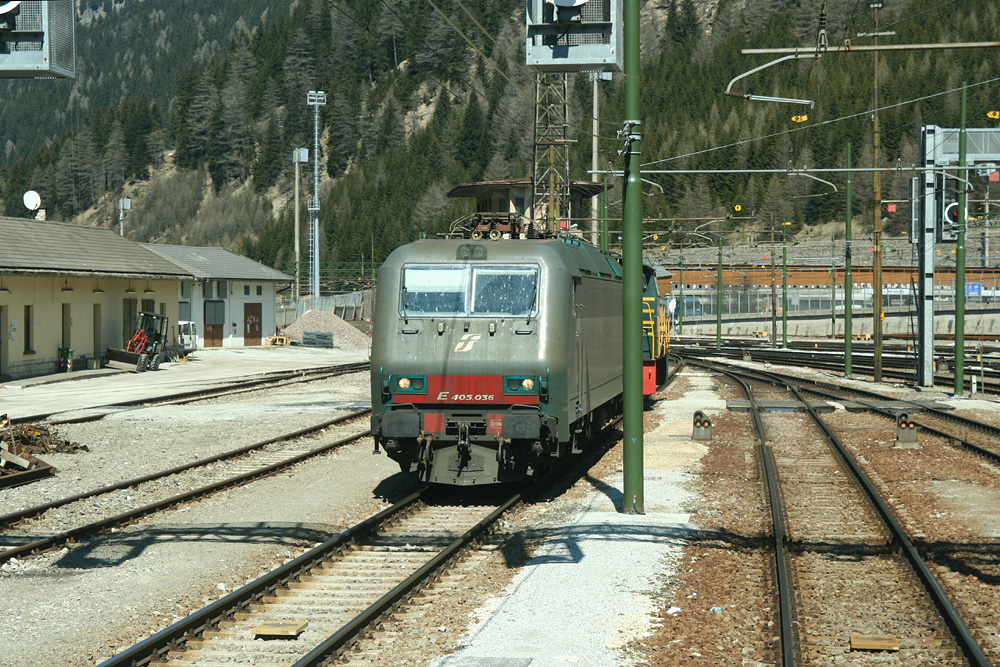
Die italienische E 405 035 wird auf der Nordseite des Bahnhofs Brenner durch eine Diesellokomotive vom Zug abgezogen
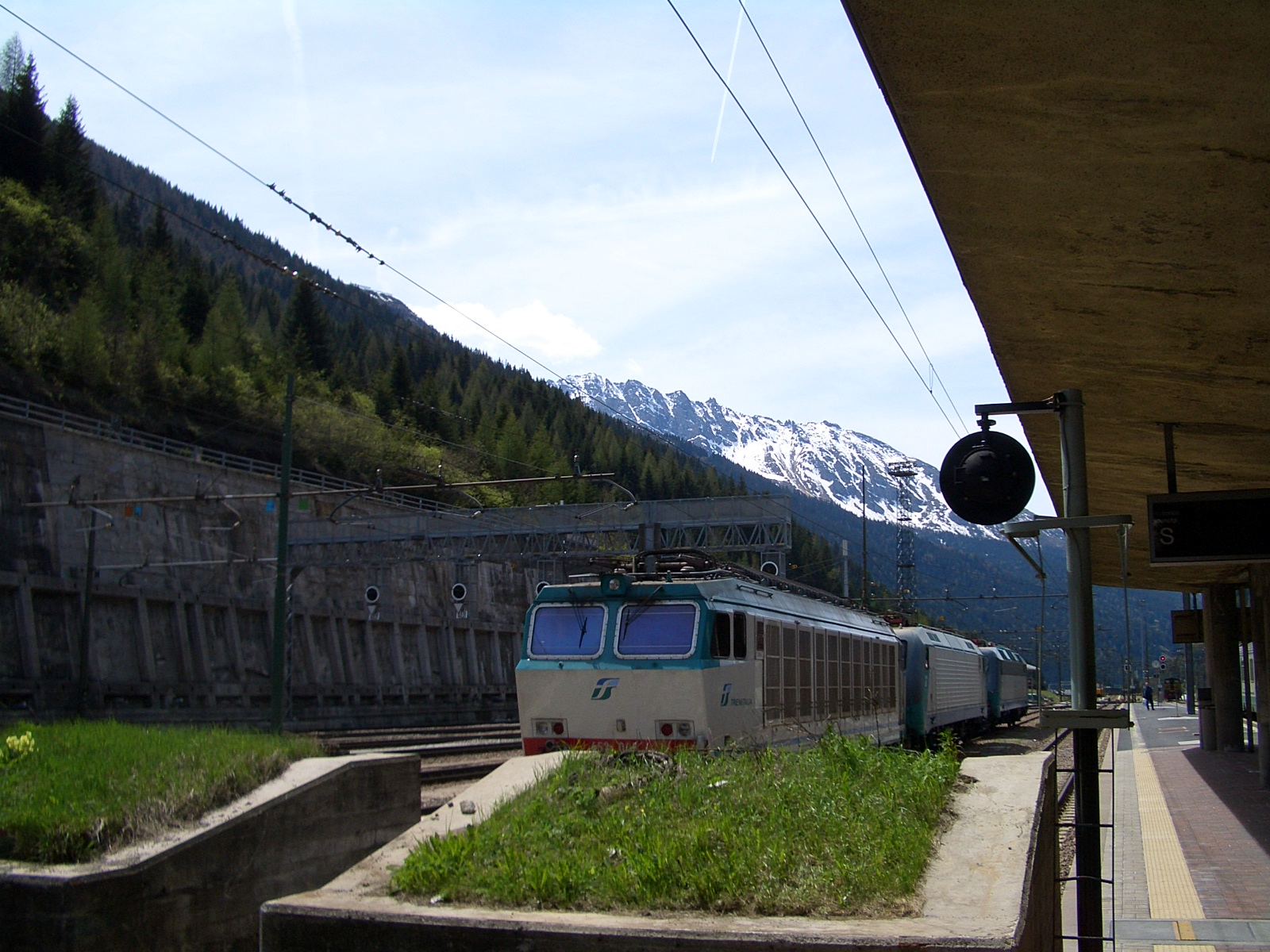
Stumpfgleis für Regionalzüge auf der Südseite des Bahnhofs Brenner
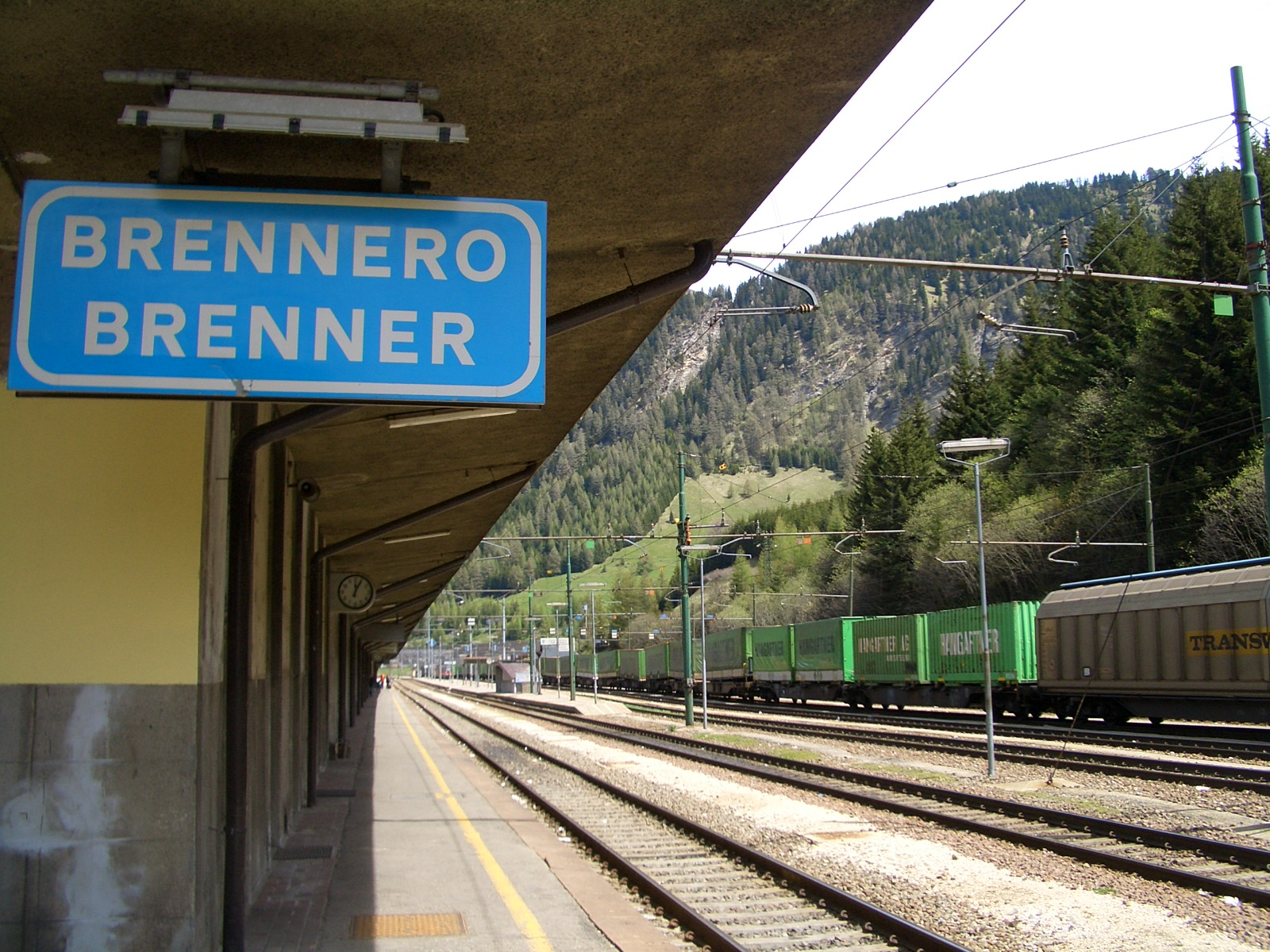
Ostseite des Bahnhofs Brenner
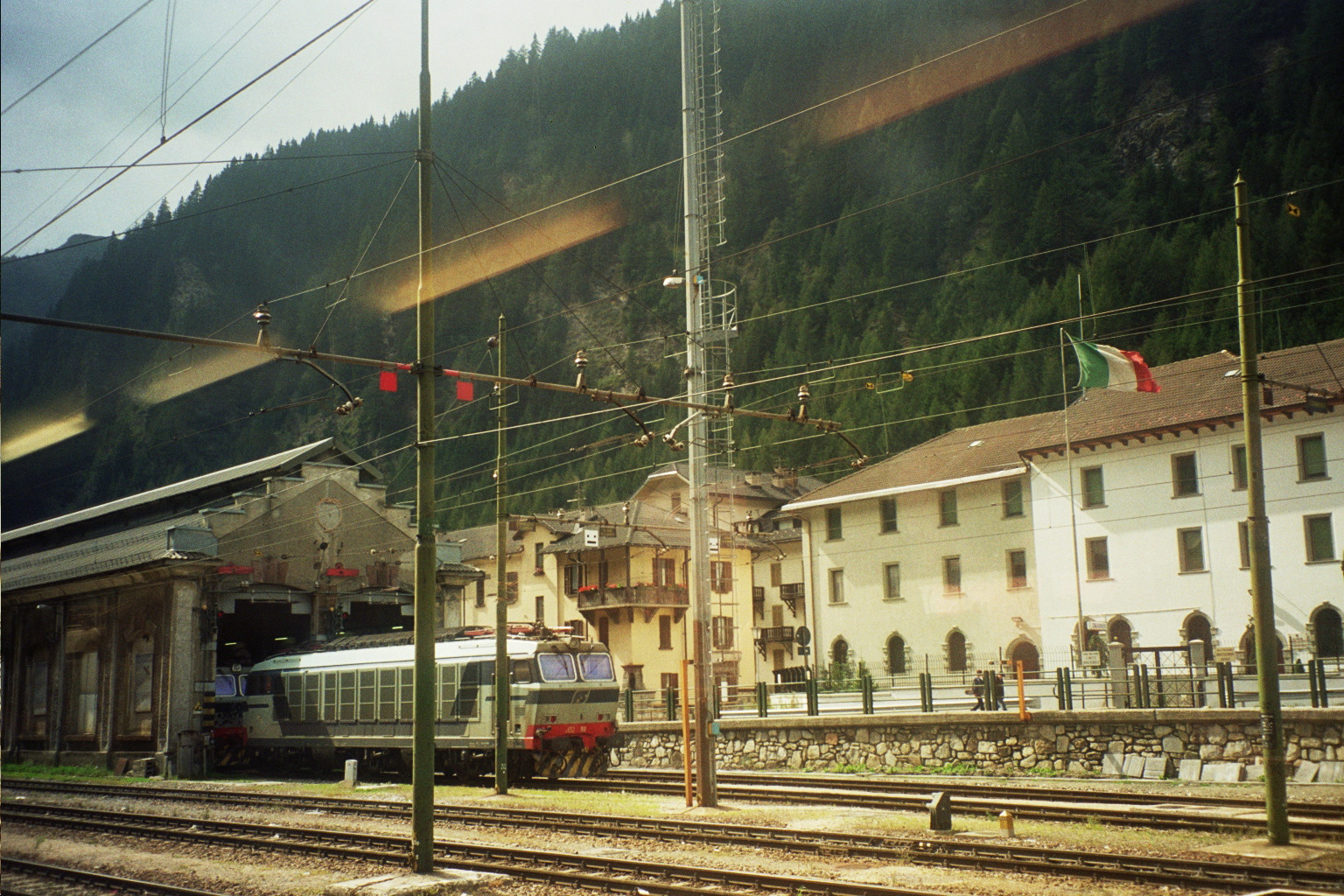
Remise am Bahnhof Brenner
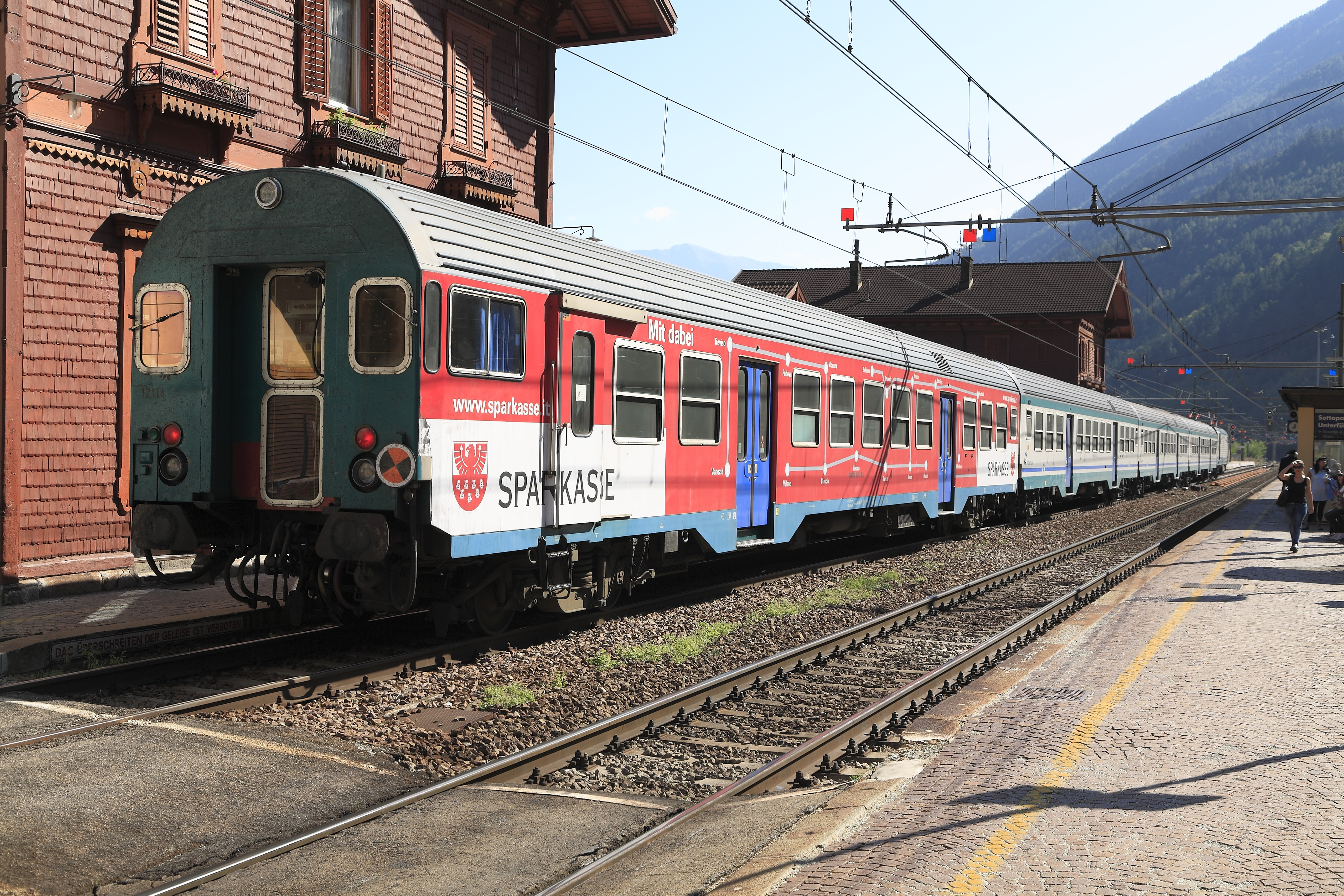
MDVC-Wendezug im Bf Franzensfeste
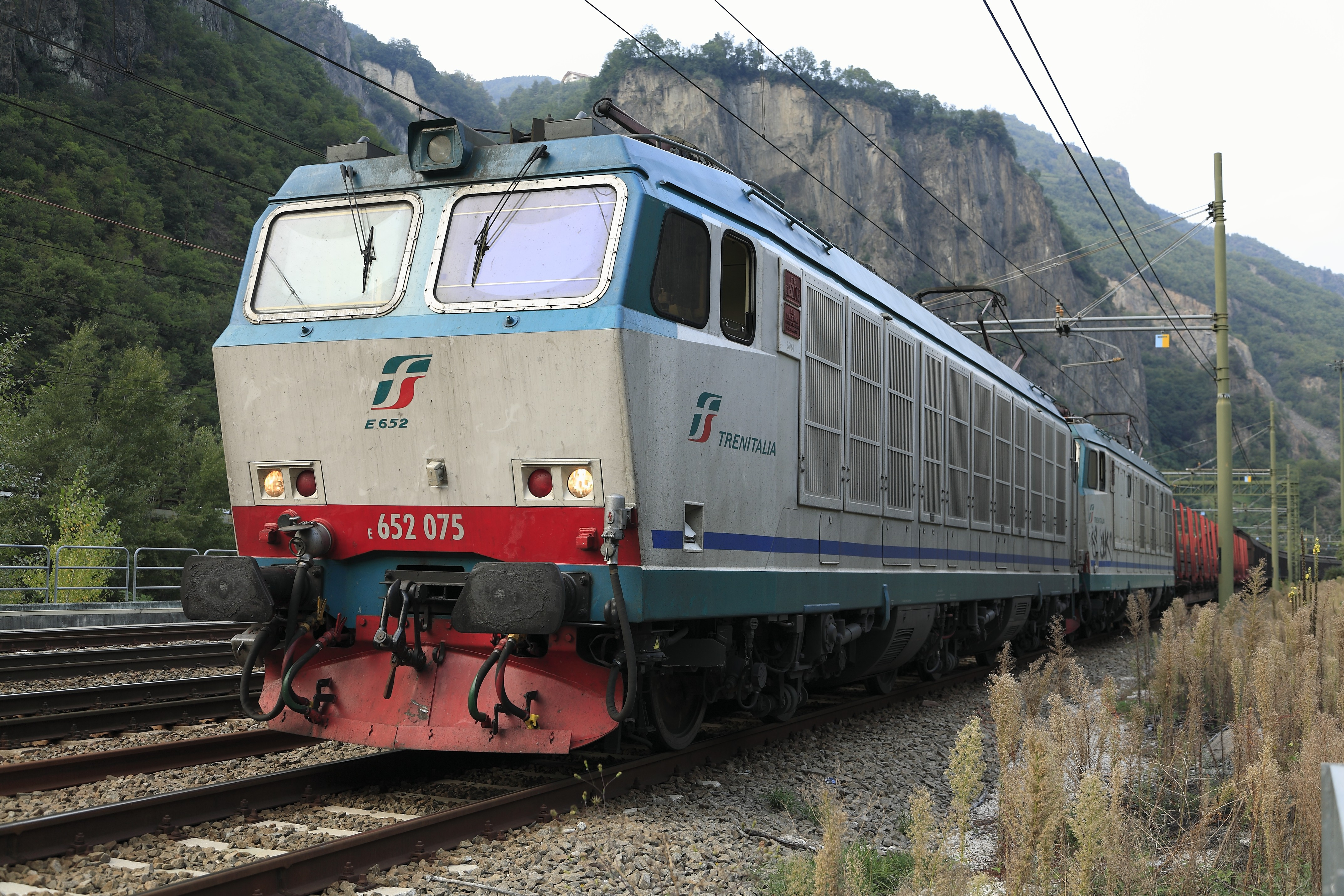
Güterzug mit zwei E652 im Bf Blumau
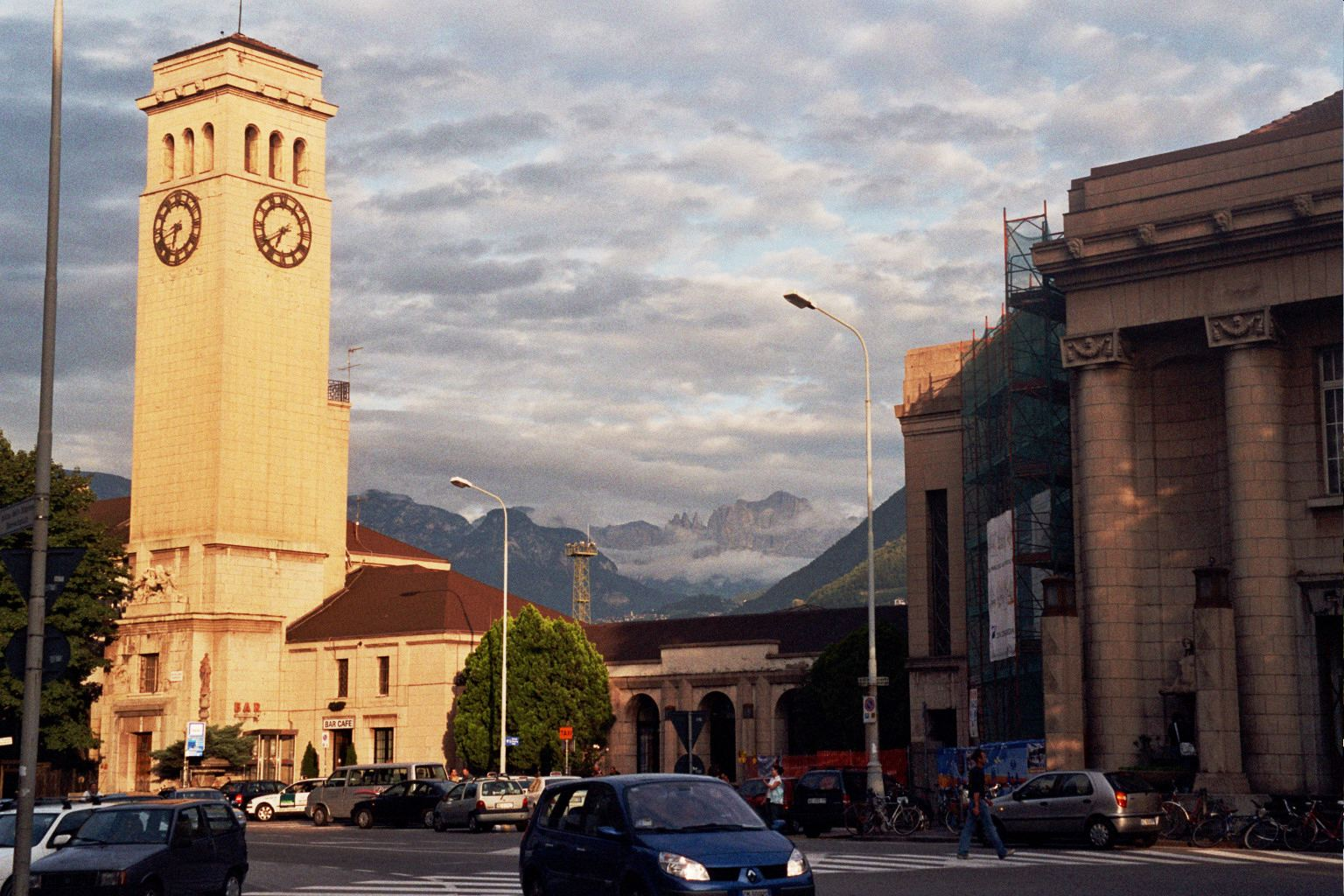
Der charakteristische Uhrturm am Bahnhof Bozen
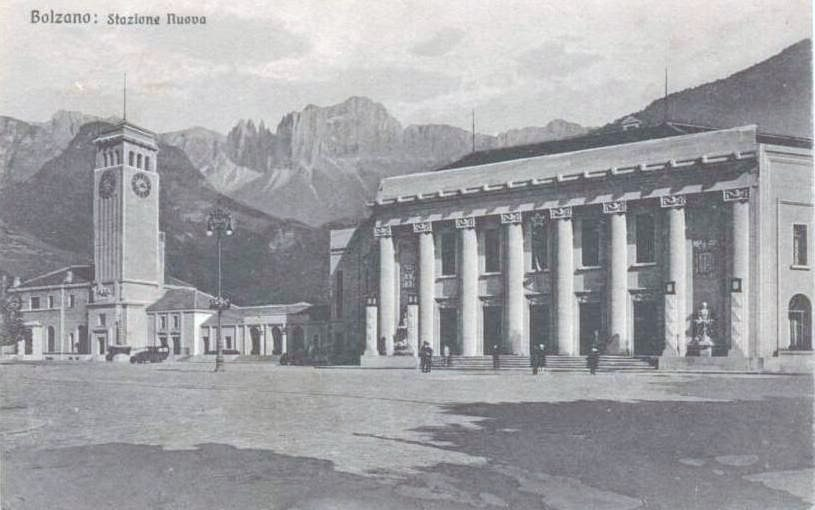
Empfangsgebäude des Bahnhofs Bozen (ca. 1930)
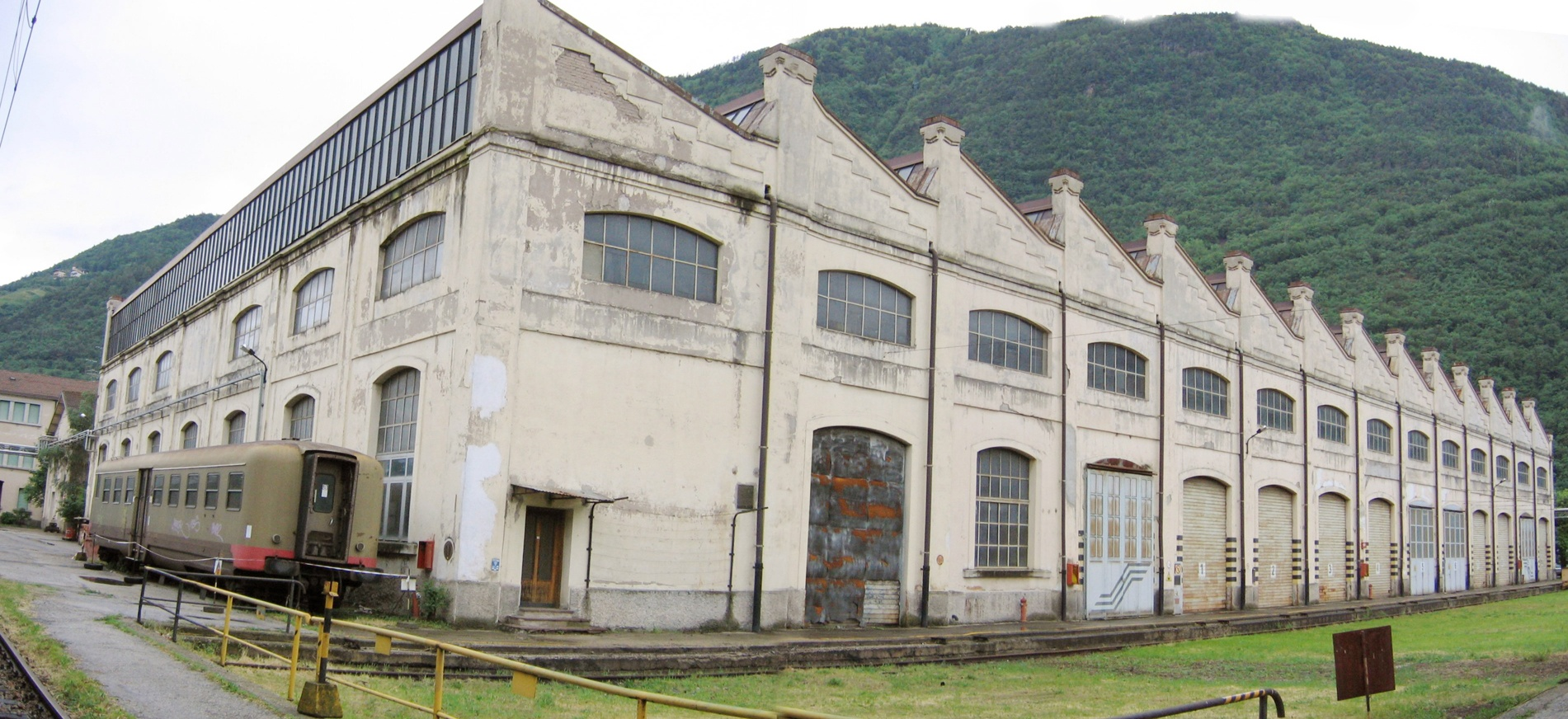
Die aufgelassene Remise am Bahnhof Bozen
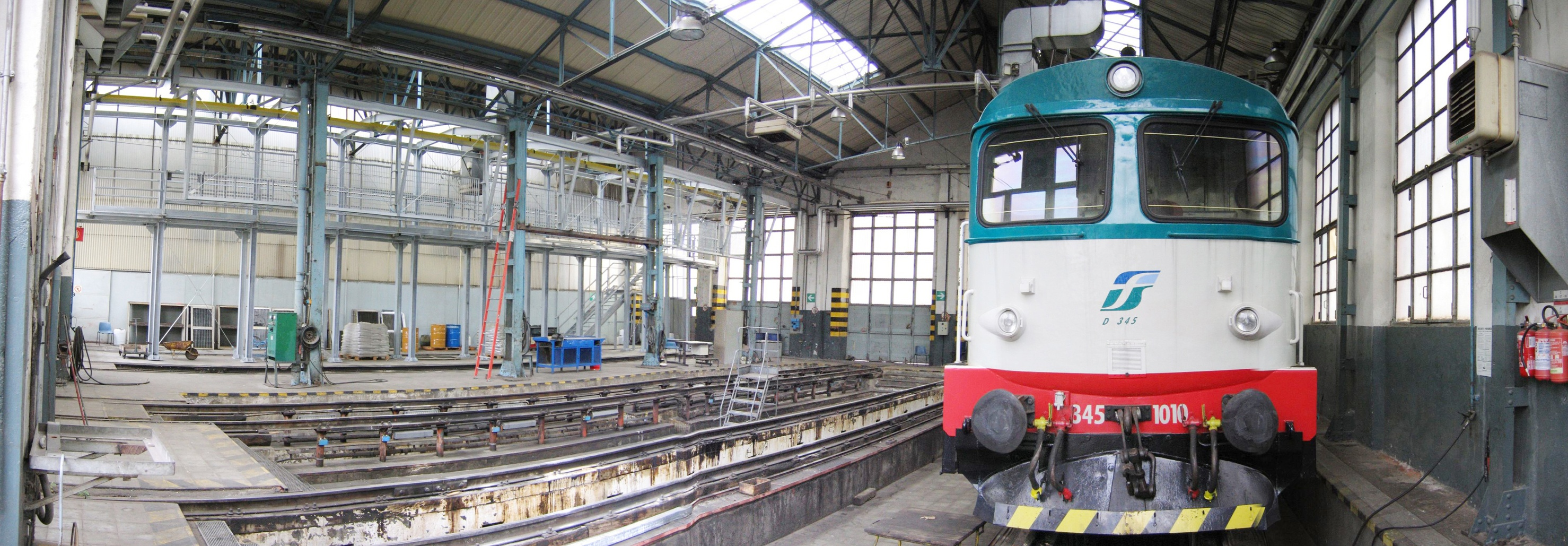
Innenraum der heute noch verwendeten Remise am Bahnhof Bozen